# 太古坊
太古坊位於香港東區鰂魚涌，是香港一個私人商業區，由9幢相連的甲級辦公樓組成及由太古地產發展和管理。除了提供超過500萬平方呎的辦公樓面積，太古坊亦配備商務及休閒設施，包括東隅服務式住宅、多用途場地ArtisTree等。太古坊鄰近購物商場太古城中心。
太古坊租戶包括證監會、律師樓、會計師樓、銀行及跨國公司。

## 歷史
太古坊由太古地產發展，其前身是一系列工業大廈，該區早於19世紀末已是太古糖廠的所在地，是香港其中一個歷史最悠久的工業區。
大約於1976年，太古糖廠停業後，太古把舊廠房翻新做工廠大廈，並命名為「太古工商業中心」（Taikoo Trading Estate）；但由於反應熱烈（單位推出後旋即全數租出），太古地產管理層決定在糖廠內的空地興建一座新型工廠大廈，即1979年落成的和域大廈（Warwick House）。其後在1984及1988年，太古工商業中心B座（康和大廈）（Cornwall House）及C座（常盛大廈）（Somerset House）亦相繼落成。
1990年代初，隨著經濟發展及轉型，香港工業北移，商業大廈的需求上升，太古地產開始把區內陳舊的工業大廈重建，並翻新上述三座樓齡不大的工廠大廈，成為高級辦公大廈。而整個商業區的名字，亦由原先的「太古工商業中心」，更改為現時的「太古坊」。
太古坊內的辦公大樓早期都以英格蘭西南的地方命名，直到林肯大廈（Lincoln House）為止。
2003年成功將太古地產持有的匯圃高爾夫球場（位處太古城的範圍內）的地積比率轉移，一同計算在港島東中心的地盤面積及發展樓面，與毗鄰的萬邦工業大廈（Melbourne Industrial Building，原華蘭路16至18號）合併發展。因此得以興建港島東中心，而不用補地價。其後，港島東中心的前身－益新工業大廈（Aik San Factory Building，原華蘭路14號）及萬邦工業大廈，於同年被拆卸。。並於2008年3月起分階段入伙。
2014年2月28日，太古地產與香港特別行政區政府（由財政司司長法團為代表）簽訂協議，以5.37億元現金及太古城中心3期10層，總樓面約20.5萬平方呎，交換特區政府持有的康和大廈7至14樓、1樓A室，和1樓F1及F2號上落貨車位合共8層樓面，相當於約18.7萬平方呎，為太古坊2B期重建掃除最後障礙。
2014年11月太古坊常盛大廈與及和域大廈，分別獲屋宇署批重建成兩幢商廈，合共提供200萬方呎樓面。
2015年太古地產銳意將太古坊商業園加以優化，打造一個讓工作與玩樂共融的多元化社區地標。太古坊以 「NOT ANY PLACE」 為主題的全新品牌宣傳於三月啟動，正式宣布太古坊品牌的誕生。
2016年9月太古地產向城規會提交太古坊重建計劃的發展方案，整個項目總樓面維持357.8萬方呎，零售及服務樓面由10.5萬增加11.56萬方呎，至22萬方呎
2018年2月1日，太古坊一座平頂，並於同年9月落成。

## 概況
太古坊共有600萬平方呎的寫字樓，共10座建築物，全部以光纖網絡連接，並設有專用衛星電訊站。辦公大廈以高科技為賣點，吸引多家跨國企業設立總部（如國際商業機器），其中包括資訊科技、消費品及廣告公司。周邊地區近年發展成一個富有外國特色的飲食、娛樂區域，格調與中環蘇豪區相似。
2017年5月，德宏大廈地下設佔地4,000平方呎可持續發展展覽中心The Loop，鼓勵太古坊租戶、工作人士及週邊社區參與可持續發展計畫。
在數碼港落成前，電訊盈科的總部曾設於太古坊。而亮視點則於2006年4月遷往創紀之城一期，金寶湯遷往銅鑼灣嘉蘭中心，再遷至康橋大廈，雀巢集團則於2008年遷往九龍灣Manhattan Place7樓，索尼音樂娛樂遷往紅磡海濱廣場，再遷進中國人壽中心，美心於2014年遷往英皇道1063號28樓，再於2015年10月5日遷往長沙灣長順街美心集團中心18樓，香港藝術發展局於2016年3月29日遷往英皇道1063號10樓，再於2023年7月13日遷往黃竹坑業勤街39號Landmark South地下高層及五至七樓，培生香港遷往英皇道1063號28樓。此外，透納廣播公司亞太區總部位於濠豐大廈（30-40樓），牛津大學出版社遷往九龍東九龍灣一號九龍，牛奶國際位於德宏大廈3樓（7-11）、5樓（惠康及萬寧）、7樓（惠康）、8樓（萬寧）及11樓，沃达丰香港和朗盛香港分別位於康橋大廈31樓和35樓（3503-4室），惠氏香港已遷往九龍灣Manhattan Place 42樓。聯想集團則位於林肯大廈21-23樓，菲利普莫里斯亞洲集團有限公司則位於德宏大廈23-24樓（2402-11室）。香港麥當勞、瑪氏食品和箭牌則分别位於多盛大廈的31樓（3107-08室）、35-36樓和23樓。中海集運於2014年8月由港島東中心59樓遷往葵興九龍貿易中心。科譽辦公傢具的總部遷入黃竹坑道33-35號17樓辦公，再遷往灣仔皇后大道東183號合和中心，Havas遷往九龍東觀塘鴻圖道Two Sky Parc25樓，施耐德電氣遷往嘉里中心11樓，盛世廣告遷往九龍東觀塘巧明街100至102號33樓，偉門湯遜大中華也遷入原區K11 Atelier King's Road 10樓，而金寶湯公司則遷往觀塘創紀之城五期，保柏和卓健遷往海濱匯，安泰遷往銅鑼灣謝斐道535號Tower 535，而美國有線電視新聞網（CNN）香港廣播中心則遷往黃竹坑香葉道41號25樓。
2017年7月美國有線電視新聞網（CNN）將香港廣播中心由濠豐大廈40樓頂樓，轉租至黃竹坑香葉道41號中高層全層單位，面積約11,744方呎，月租約33萬元，呎租約28元。1999年8月16日太古地產及時代華納簽約承租濠豐大廈29樓至40樓共12層樓面，總面積133000平方呎，作為時代華納亞洲區總部，其中40樓將成為CNN的香港廣播中心。

## 辦公樓

太古坊各大廈分佈圖

- 德宏大廈（Devon House）（1993年，32年前）：菲利普莫里斯、中華航空公司、怡和、牛奶國際等租用
- 多盛大廈（Dorset House）（1994年，31年前）：ISS集團、華林船務、麥當勞、LVMH、AC尼爾森、仲量聯行、王歐陽（香港）、箭牌、瑪氏食品和英國電信集團等租用；
- 電訊盈科中心（PCCW Tower）（1994年，31年前）：電訊盈科、國際商業機器和康納利租用
- 林肯大廈（Lincoln House）（1998年，27年前）：前身是南華早報報社，喜力啤酒和聯想集團租用
- 柏克大廈（Berkshire House）（1998年，27年前）：前身是大昌行商業中心和汽車服務中心，於2013年12月以港幣39億元購入[6]，加拿大駐港總領事館和申訴專員公署租用。
- 濠豐大廈（Oxford House）（1999年，26年前）：前身是凸版大廈。辦公樓高40層，意大利寶格麗是承租業戶之一。
- 康橋大廈（Cambridge House）（2003年，22年前）：前身是寶源樓，嬌蘭、TBWA和白蘭氏三得利等租用。多用途藝術活動場地ArtisTree座落於此大廈一樓[7]。
- 港島東中心（One Island East）（2008年，17年前）：前身為聯合凍房、益新及萬邦工業大廈，辦公樓高68層，鄰近太古站，總樓面約150萬平方呎，於2008年3月落成，是香港第7高的大廈。造價為港幣二十億元。

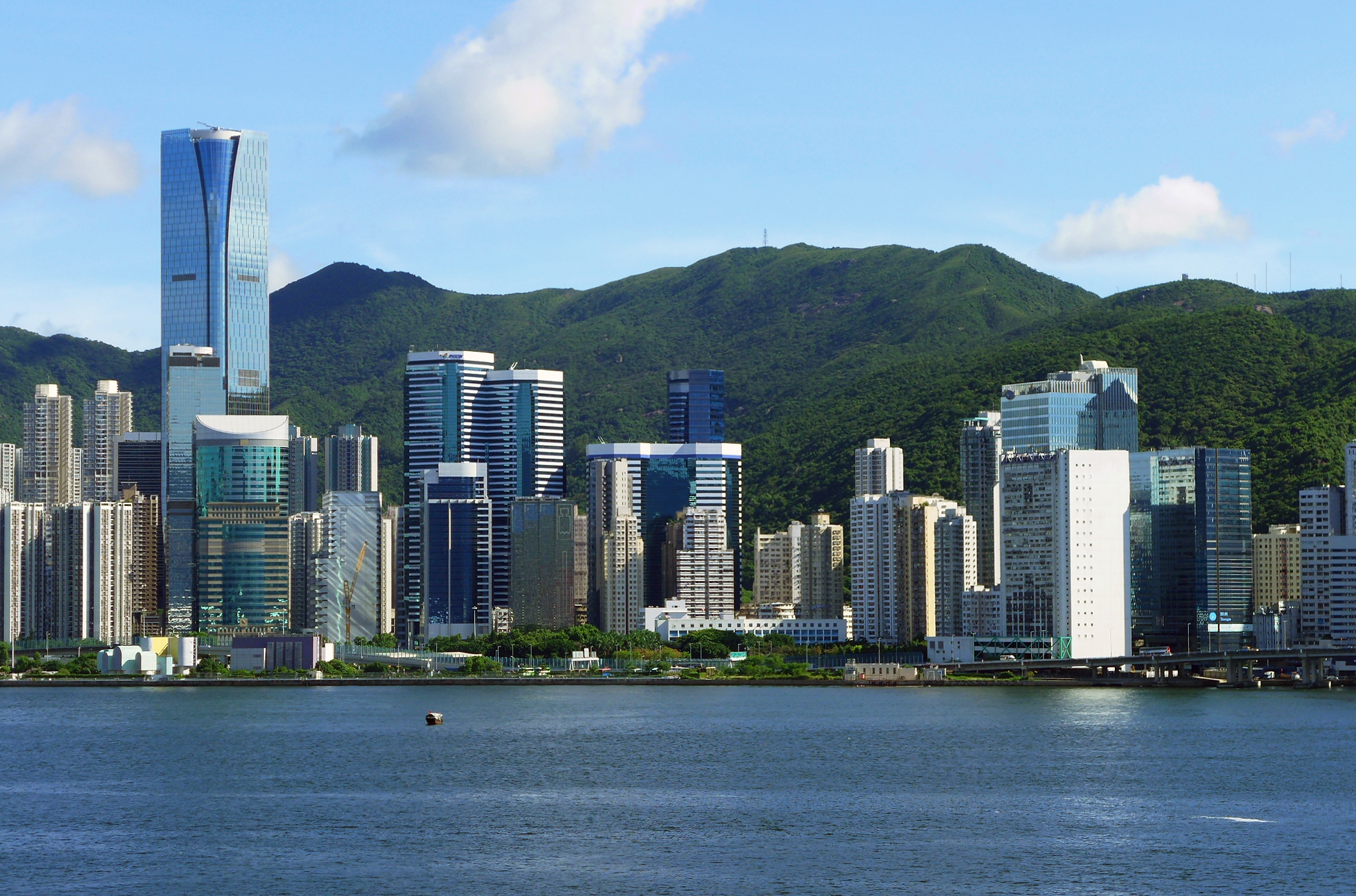
太古坊各大廈。圖中最高大廈為港島東中心

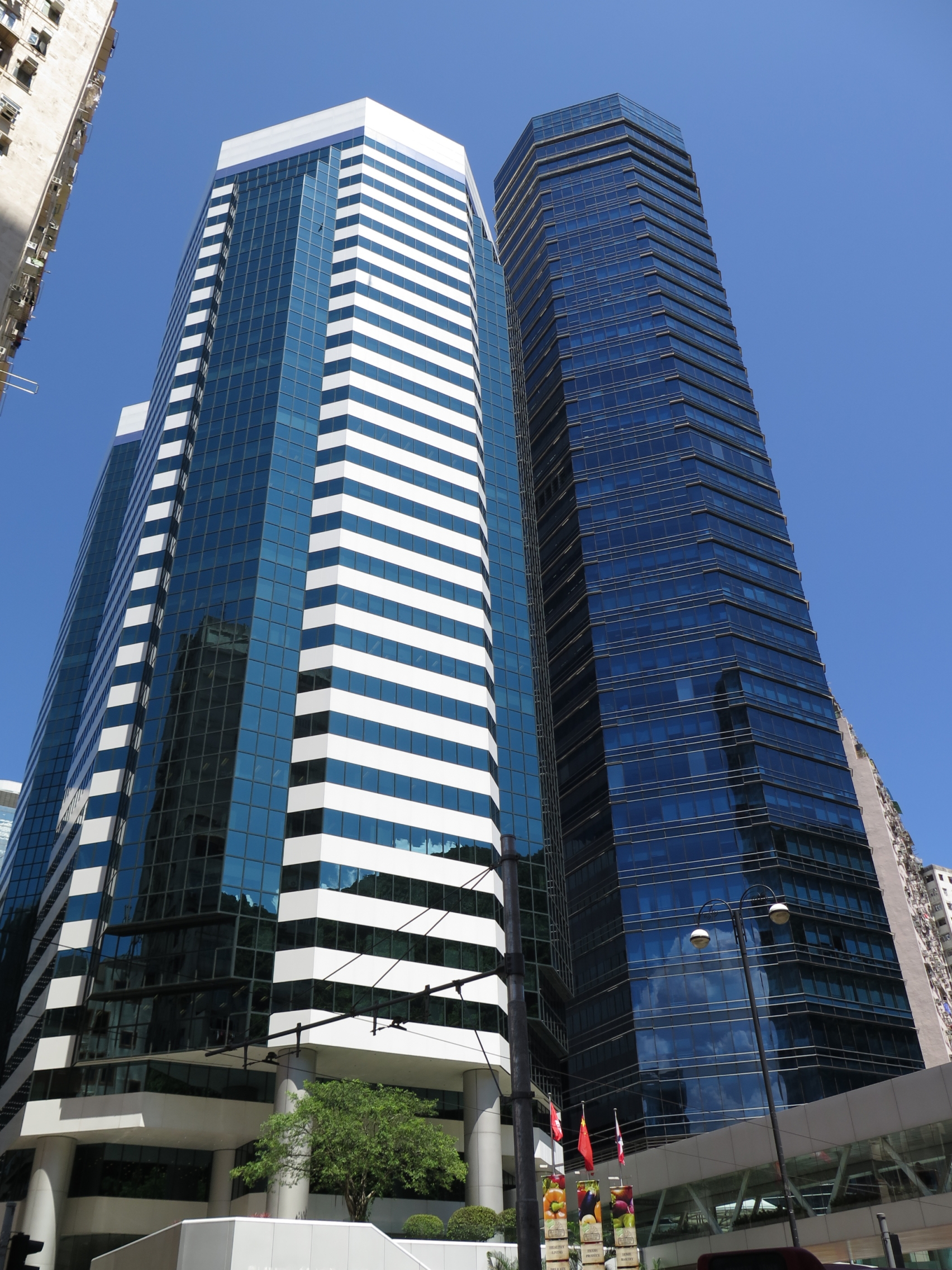
太古坊（圖為位處英皇道旁的德宏大廈及康橋大廈）

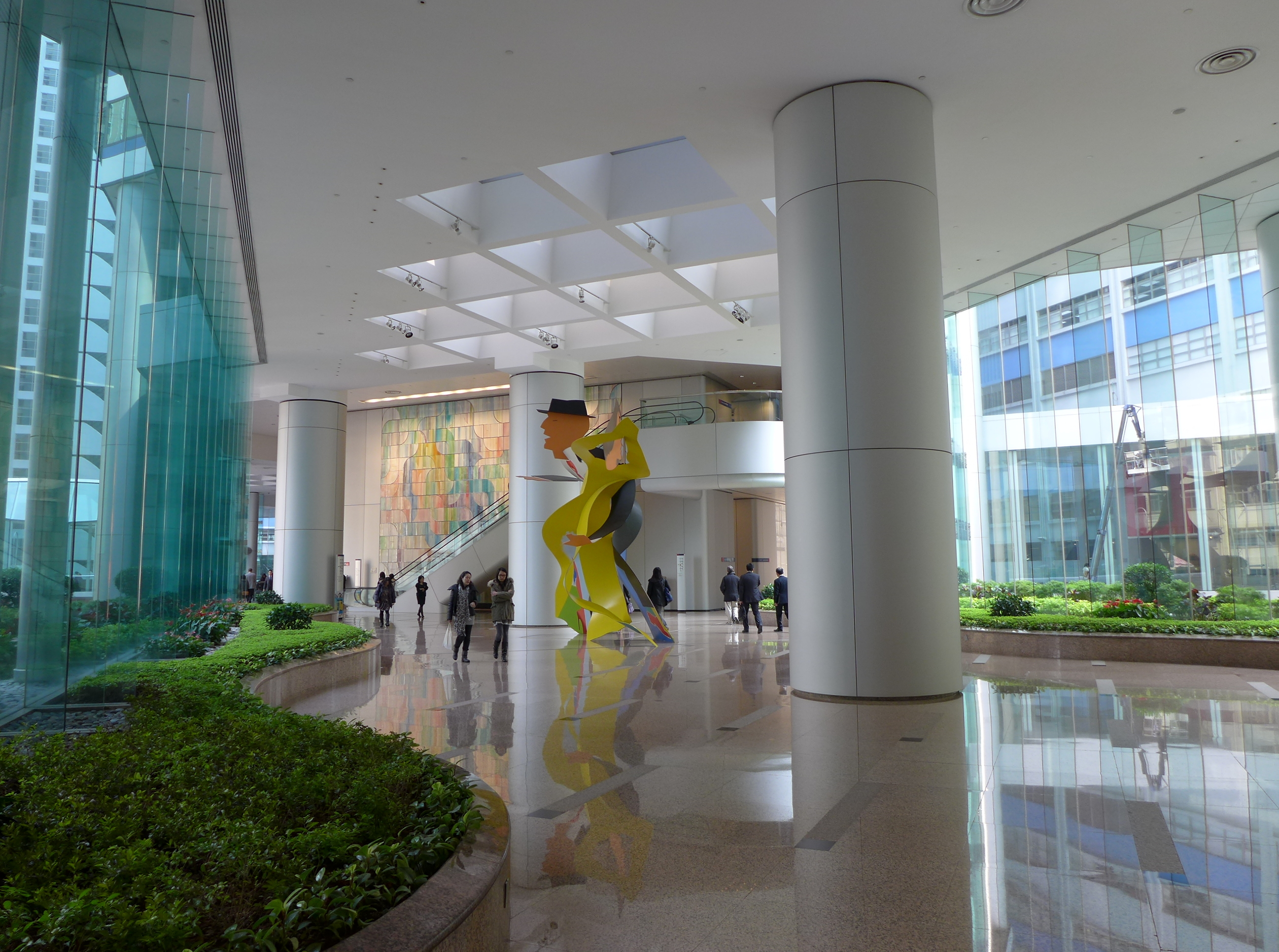
多盛大廈與德宏大廈之間的通道

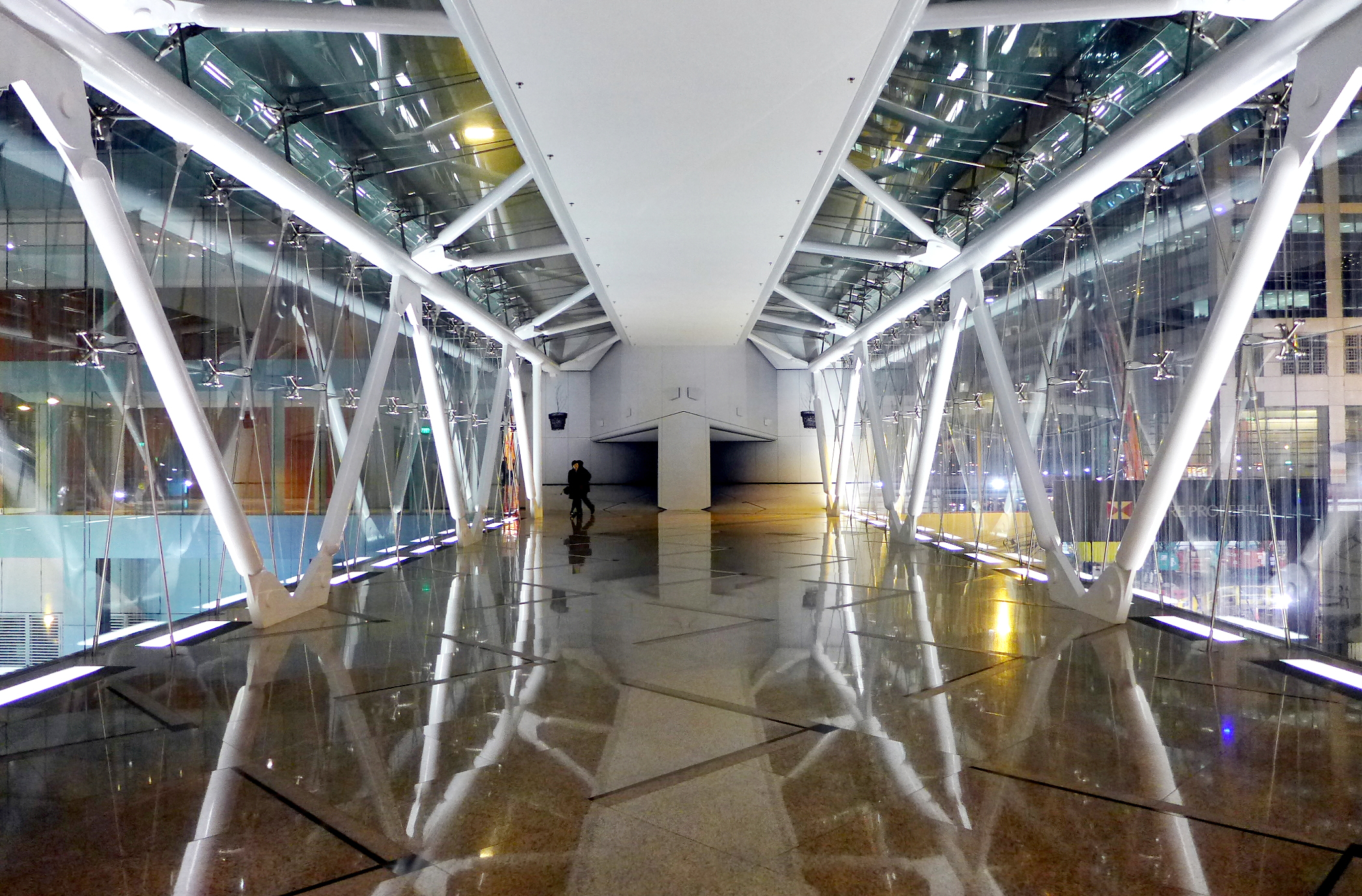
濠豐大廈與康和大廈之間的天橋（2016年）

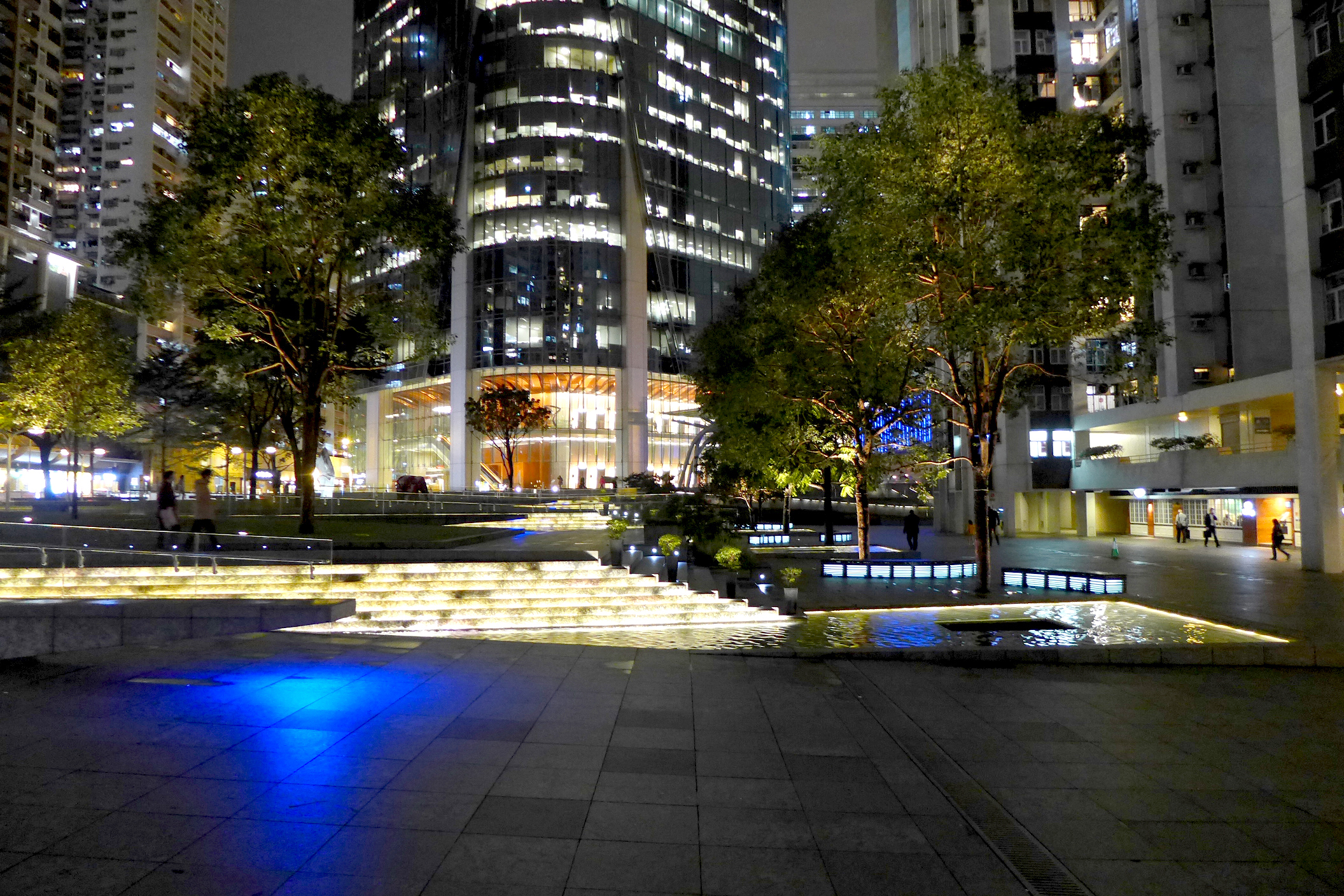
港島東中心露天廣場「滙圃」（2016年）

- 東隅服務式住宅（EAST Residences）（2014年，11年前）：前稱太古坊柏舍（Taikoo Place Apartments）、柏舍（Tong Chong Residences），位於鰂魚涌糖廠街23號，樓高28層，共提供111個服務式住宅。
- 太古坊一座（页面存档备份，存于） （One Taikoo Place）（2018年，7年前）：位於太古坊核心的太古坊一座於2018年9月竣工，前身為常盛大廈，是太古地產耗資港幣150億的太古坊重建計劃中，新建兩座甲級辦公樓中首棟落成的辦公樓。太古坊一座樓高48層（包括41層甲級辦公樓空間），提供21,000平方呎平均樓面面積及1百萬平方呎。大廈由王歐陽（香港）有限公司設計，採用3米寬大型玻璃幕牆，採用最高可持續發展標準施工，並獲得多項榮譽及獎項：包括綠建環評（BEAM Plus） 暫定鉑金級評級及能源與環境設計先鋒評級（LEED） 鉑金級預認證，以及WELL建築標準鉑金級預認證。安永會計師事務所、貝克·麥堅時律師事務所、Meta Platforms等租用。
- 太古坊二座（Two Taikoo Place）（2022年，3年前）：位於太古坊核心的太古坊二座於2022年9月竣工，前身為和域大廈（東翼），是太古地產耗資港幣150億的太古坊重建計劃中，新建兩座甲級辦公樓中第二棟落成的辦公樓。會計及財務匯報局、中信銀行（國際）、波士頓諮詢公司及寶盛集團等租用。

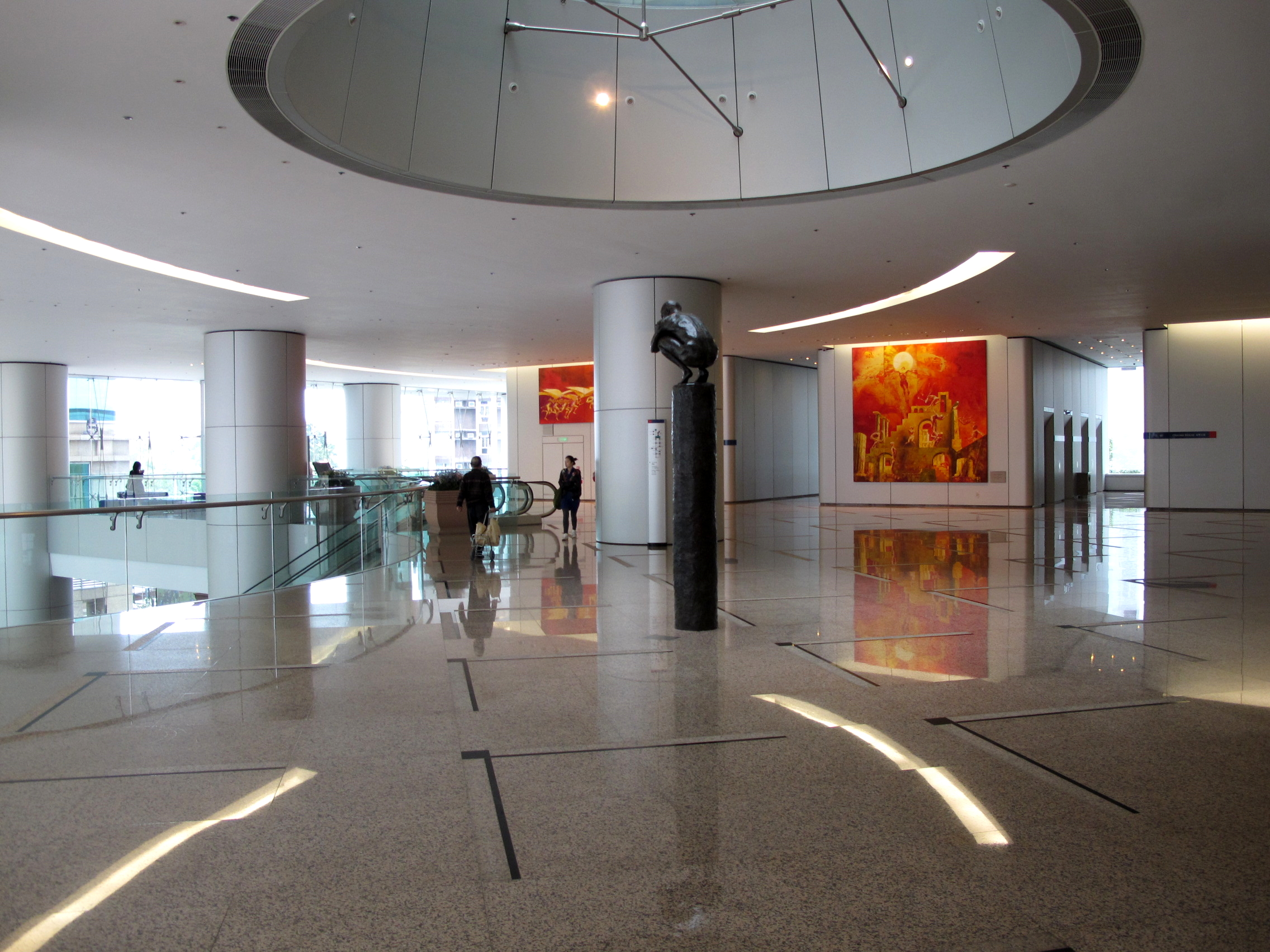
濠豐大廈大堂
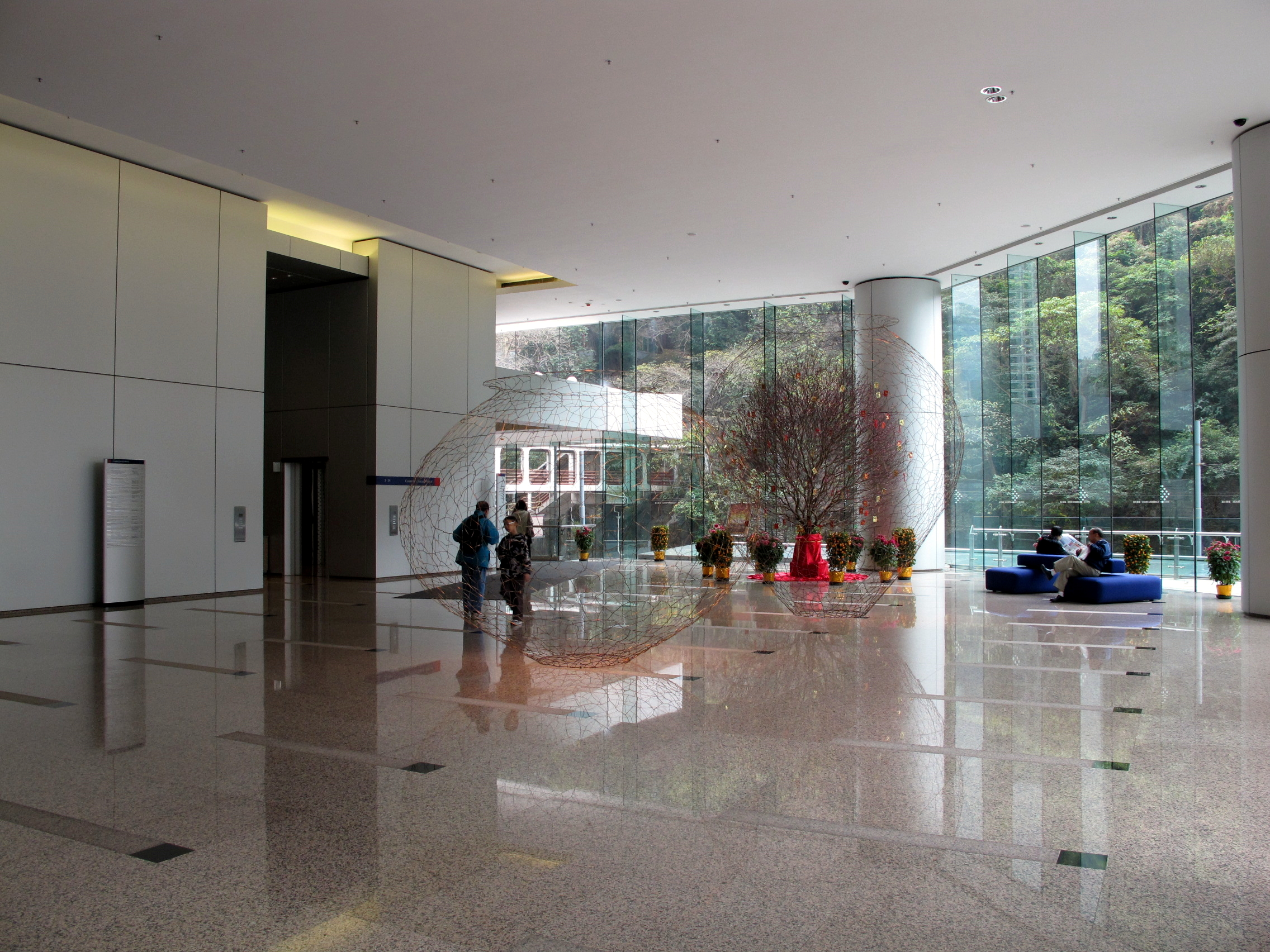
康橋大廈大堂
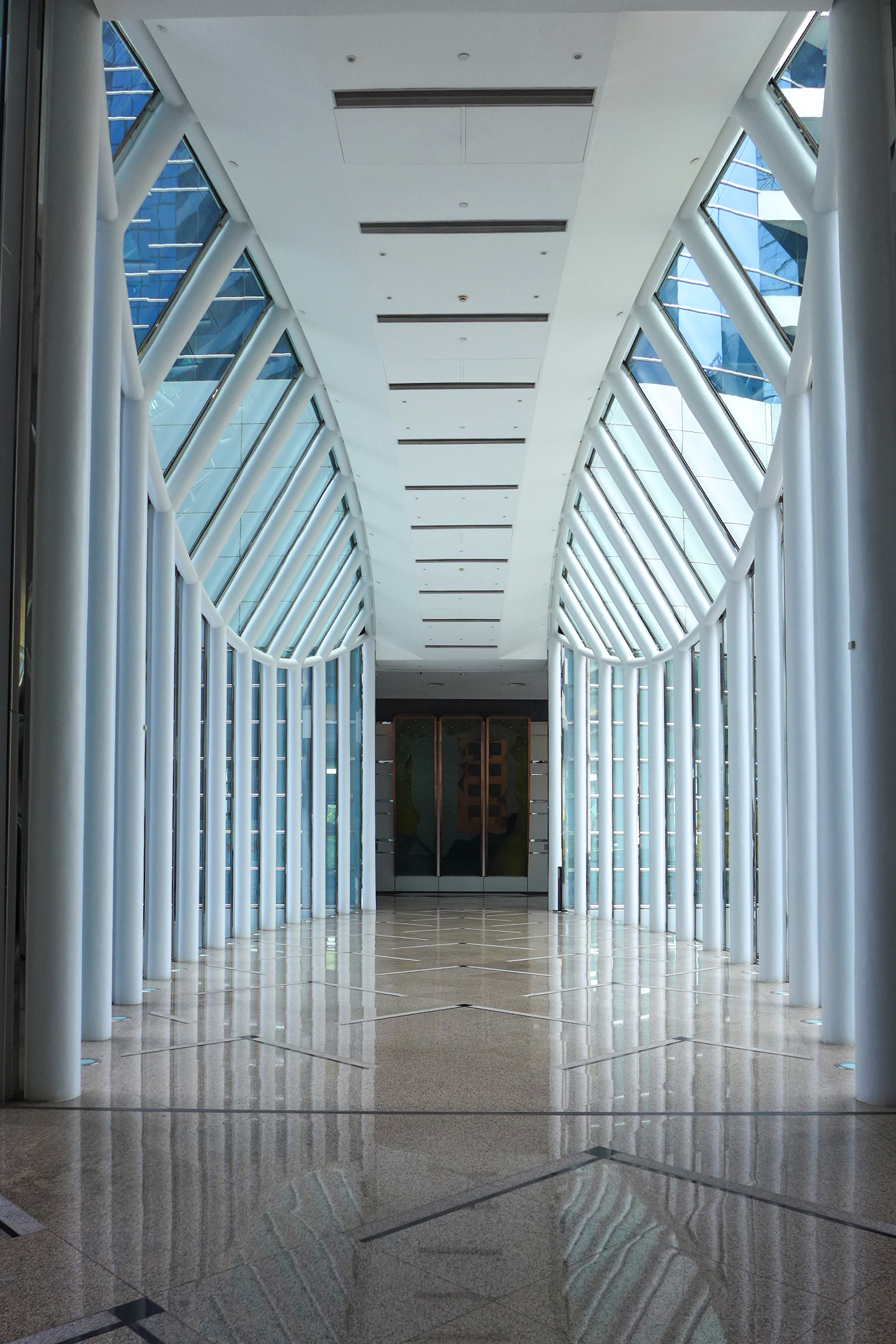
林肯大廈天橋
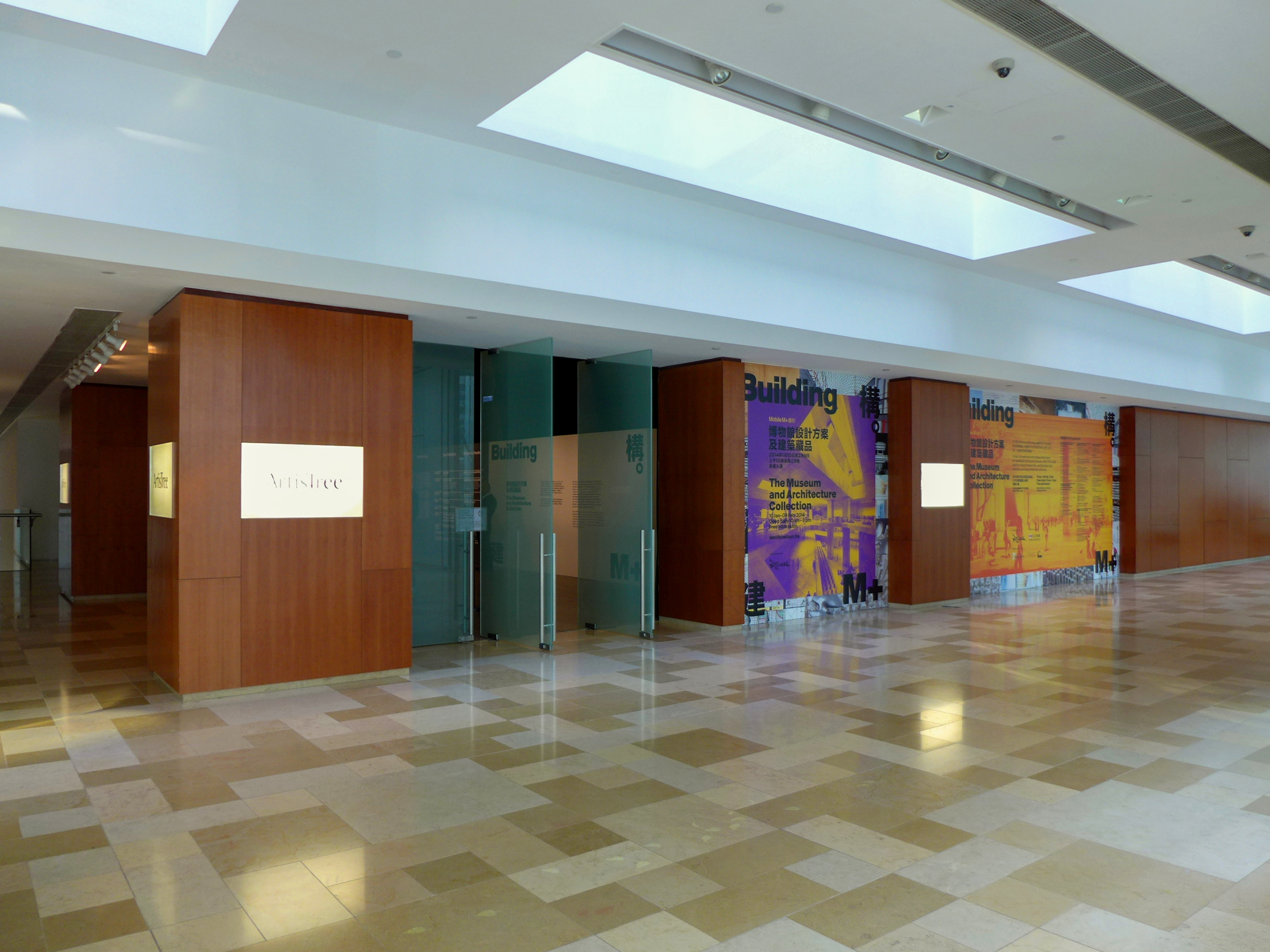
多用途藝術活動場地ArtisTree（已搬遷至康橋大廈，舊址亦被拆卸）
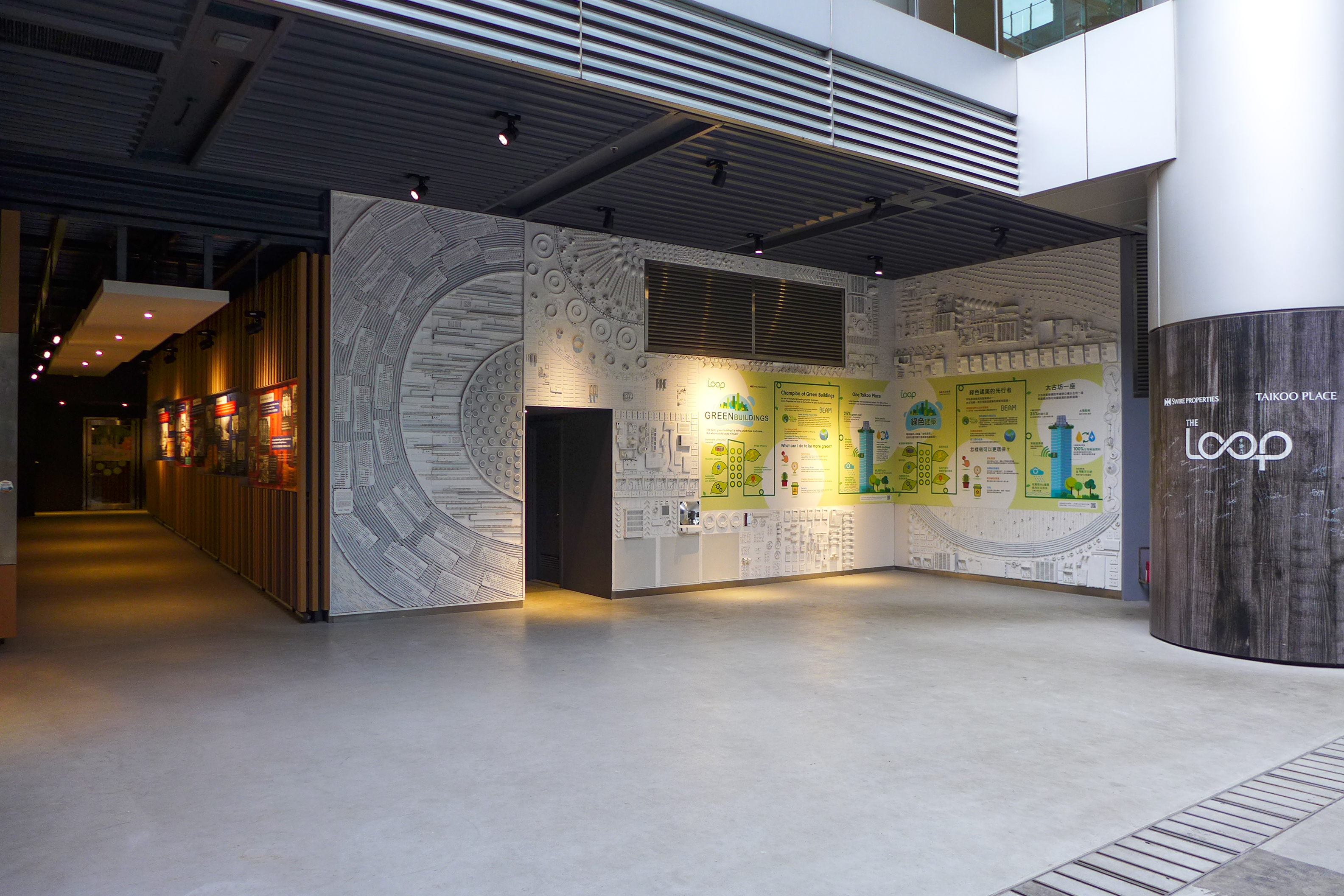
德宏大廈地下在2017年5月開設佔地4,000平方呎可持續發展展覽中心The Loop

## 重建計劃

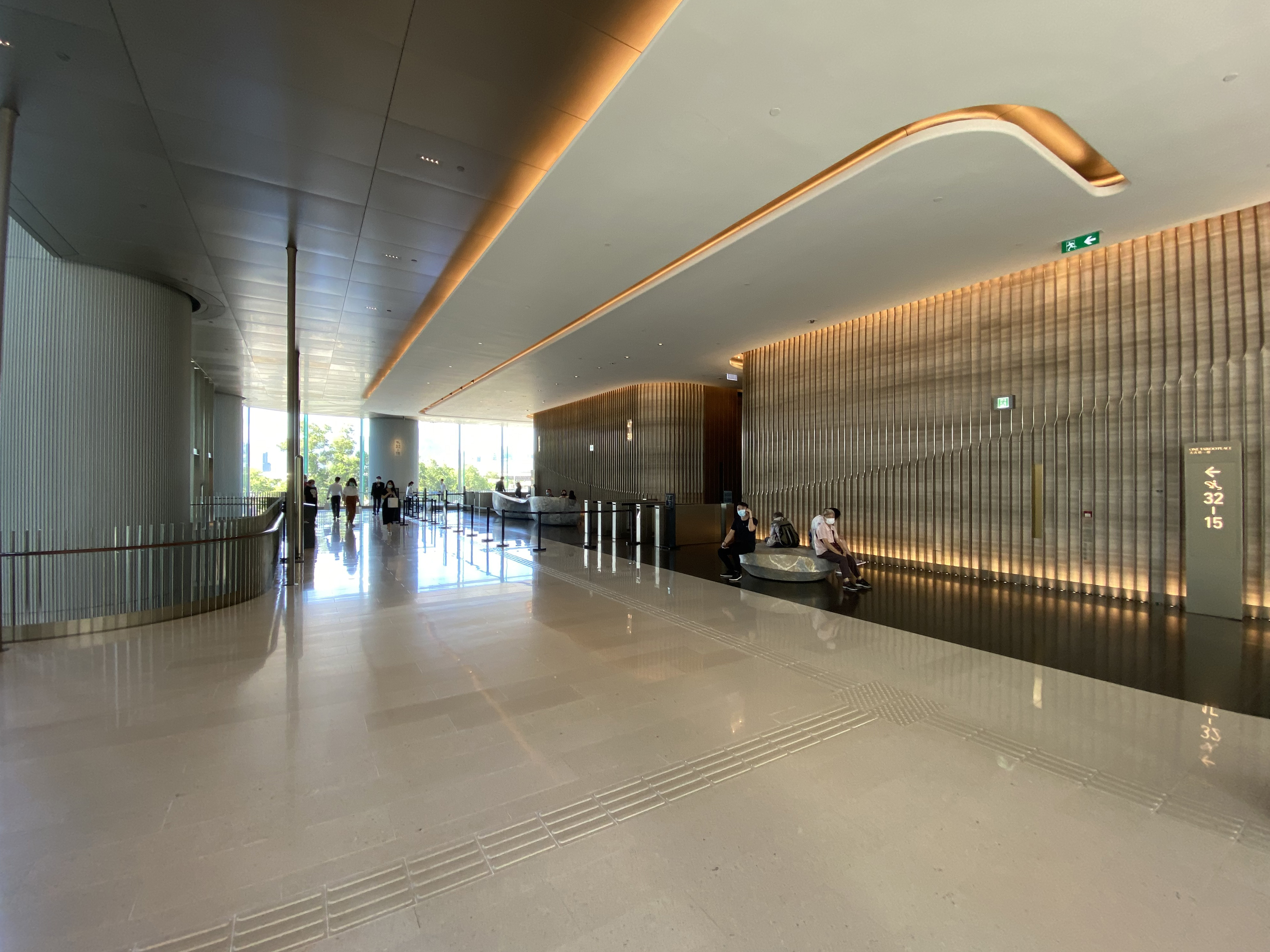
太古坊一座1樓大堂

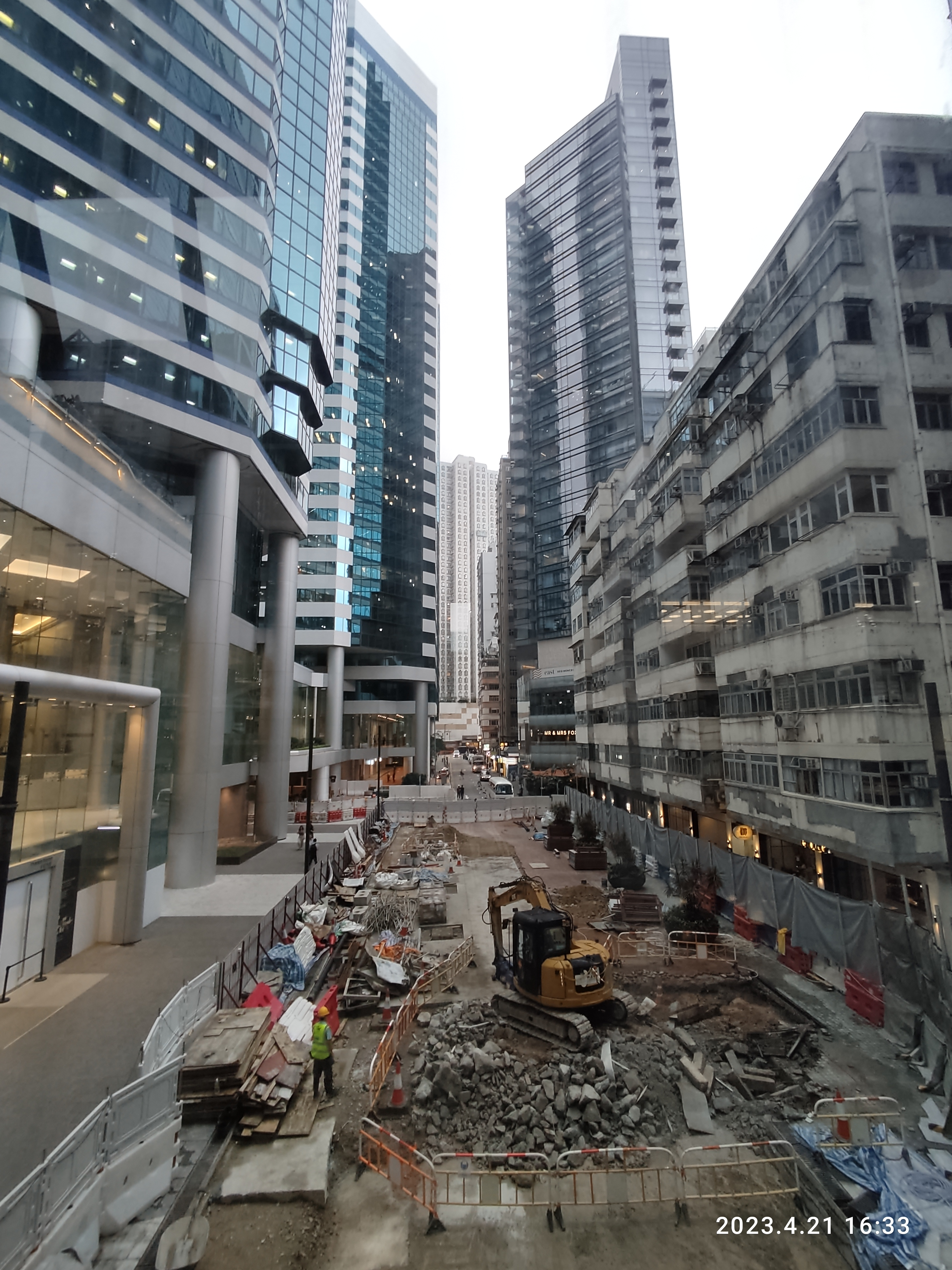
林肯大廈對出行人路正進行翻新工程（2023年4月）

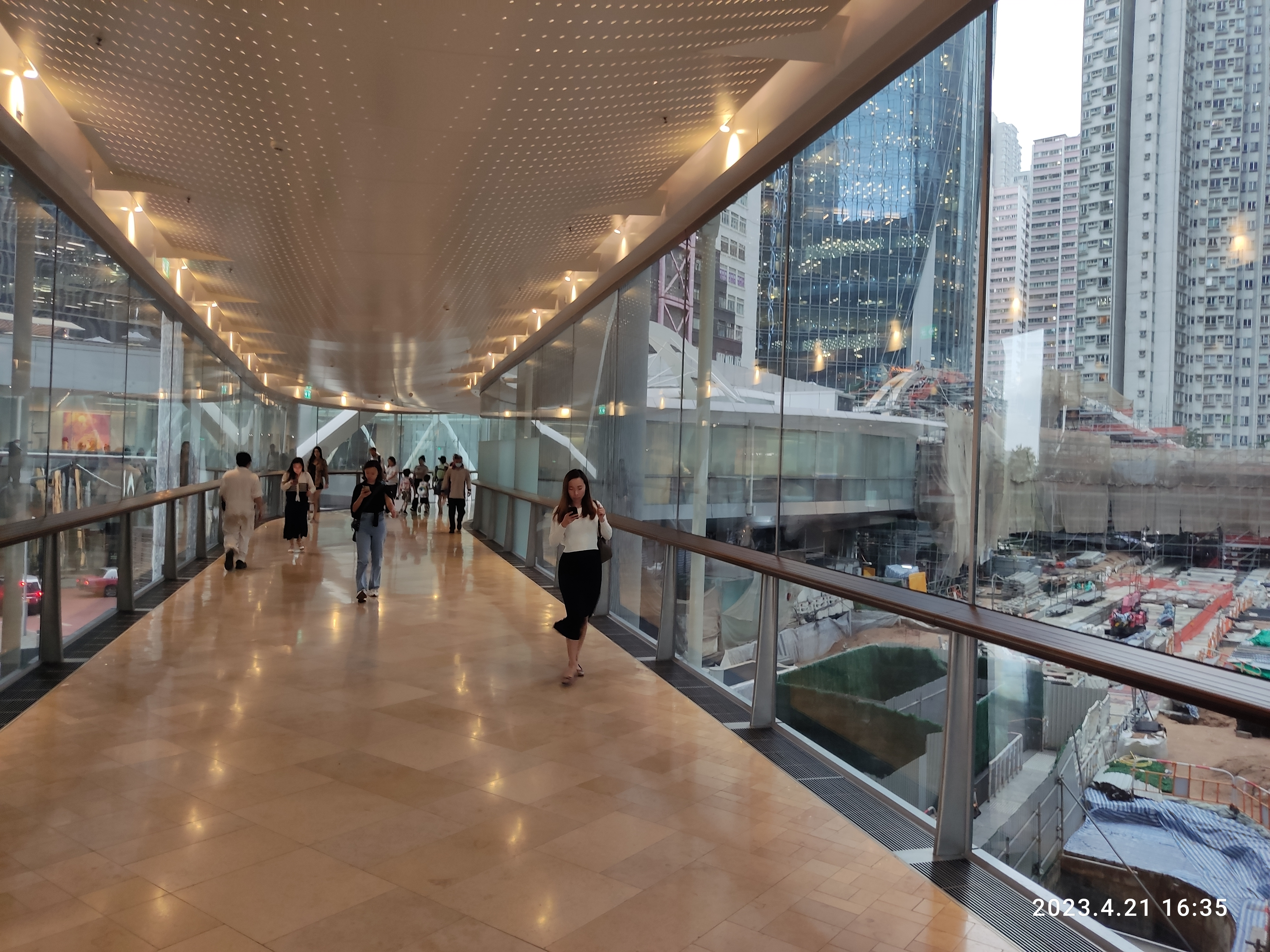
巴黎設計公司Hugh Dutton Associés設計的空調行人走廊

2016年7月5日，太古地產宣佈投資港幣150億元，為太古坊進行重建計劃。參與重建計劃的建築及設計公司包括Hugh Dutton Associés、Gustafson Porter及王歐陽（香港）有限公司。計劃包括新建兩座樓高46及50層的甲級辦公樓，「太古坊一座」及「太古坊二座」，每座總樓面面積為100萬平方呎，預計分別於2018年及2021年落成。其中「太古坊一座」玻璃幕牆達3米寬，讓每層租戶可享維多利亞港及鯉魚門景色。
為了讓公眾可享用開放空間，康和大廈及和域大廈舊址分別改為佔地6.9萬平方呎的休憩園林「太古中央廣場」及「太古花園」，由倫敦園境建築公司Gustafson Porter + Bowman設計。而位於港島東中心旁休憩廣場「滙圃」將重新命名為「太古公園」。
發展商亦委託來自巴黎的設計公司Hugh Dutton Associés設計多條空調行人走廊，連接太古坊各棟辦公大廈。
- 和域大廈（西翼）（Warwick House（West Wing））（1979年，46年前）：會重建成一個6.9萬平方呎的園景廣場「太古花園 Taikoo Garden」，已於2023年底竣工。
- 和域大廈（東翼）（Warwick House（East Wing））（1979年，46年前）：會重建成1幢42層連3層地庫的商廈，名為太古坊二座（Two Taikoo Place），總樓面面積約98.3萬平方呎，已於2022年9月竣工。
- 康和大廈（Cornwall House）（1984年，41年前）：會重建成一個6.9萬平方呎的園景廣場「太古中央廣場 Taikoo Square」，已於2024年6月至10月分期竣工。
- 常盛大廈（Somerset House）（1988年，37年前）：重建成1幢48層連2層地庫的甲級商廈，名為太古坊一座（One Taikoo Place），總樓面面積約102.1萬平方呎，已於2018年9月竣工。[10]

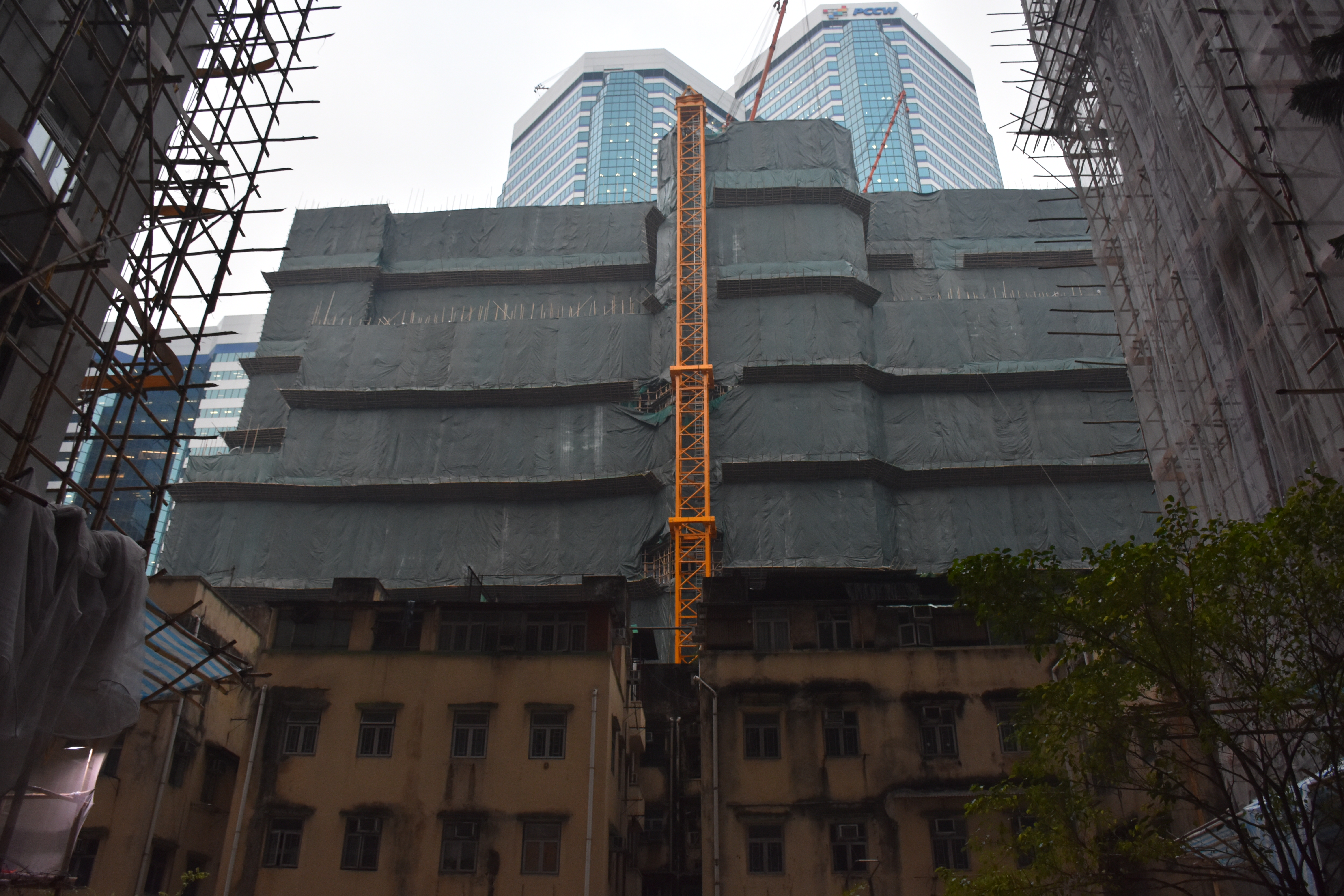
拆卸中的和域大廈（2017年1月）
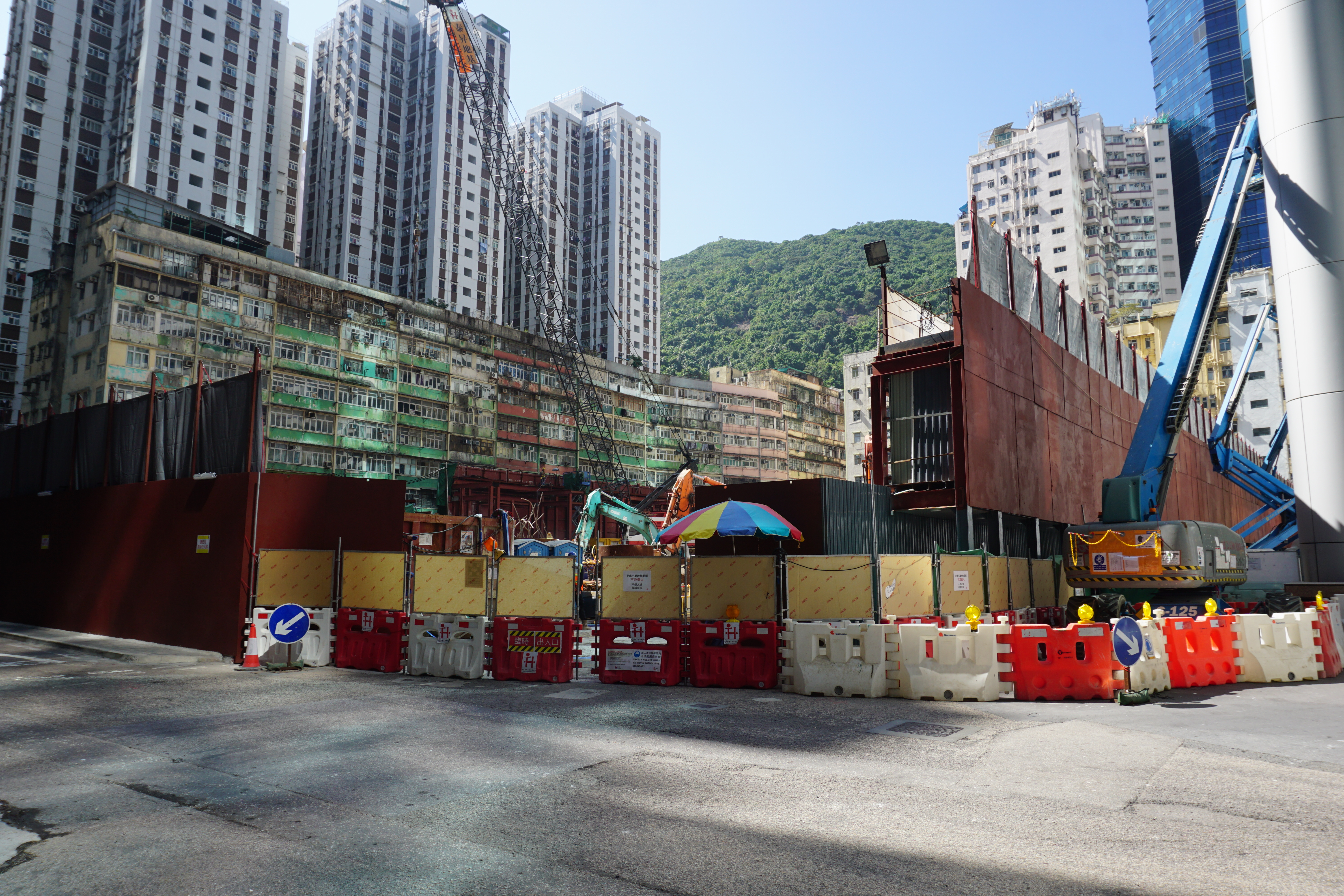
拆卸後的和域大廈（2017年11月）
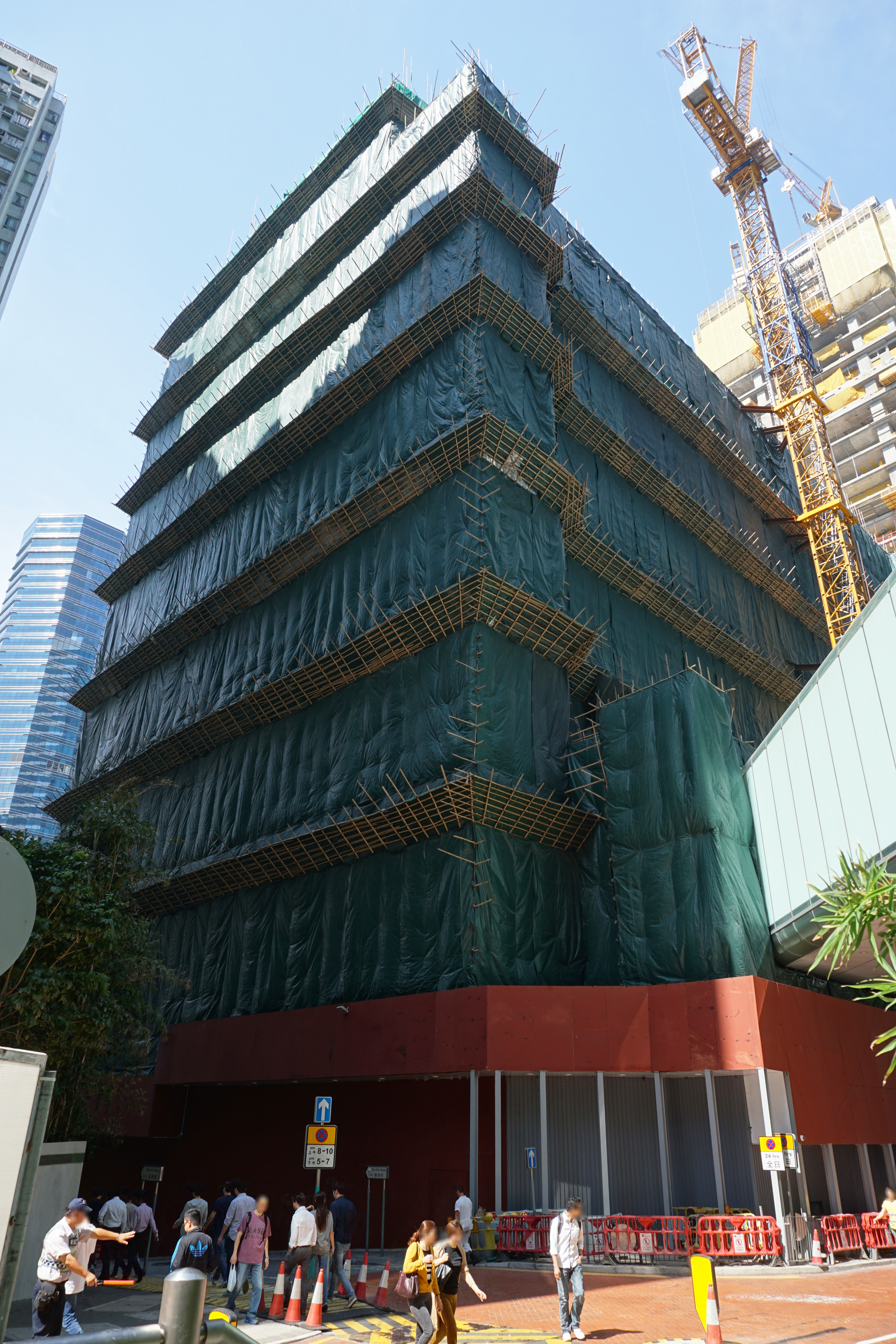
拆卸中的康和大廈（2017年11月）
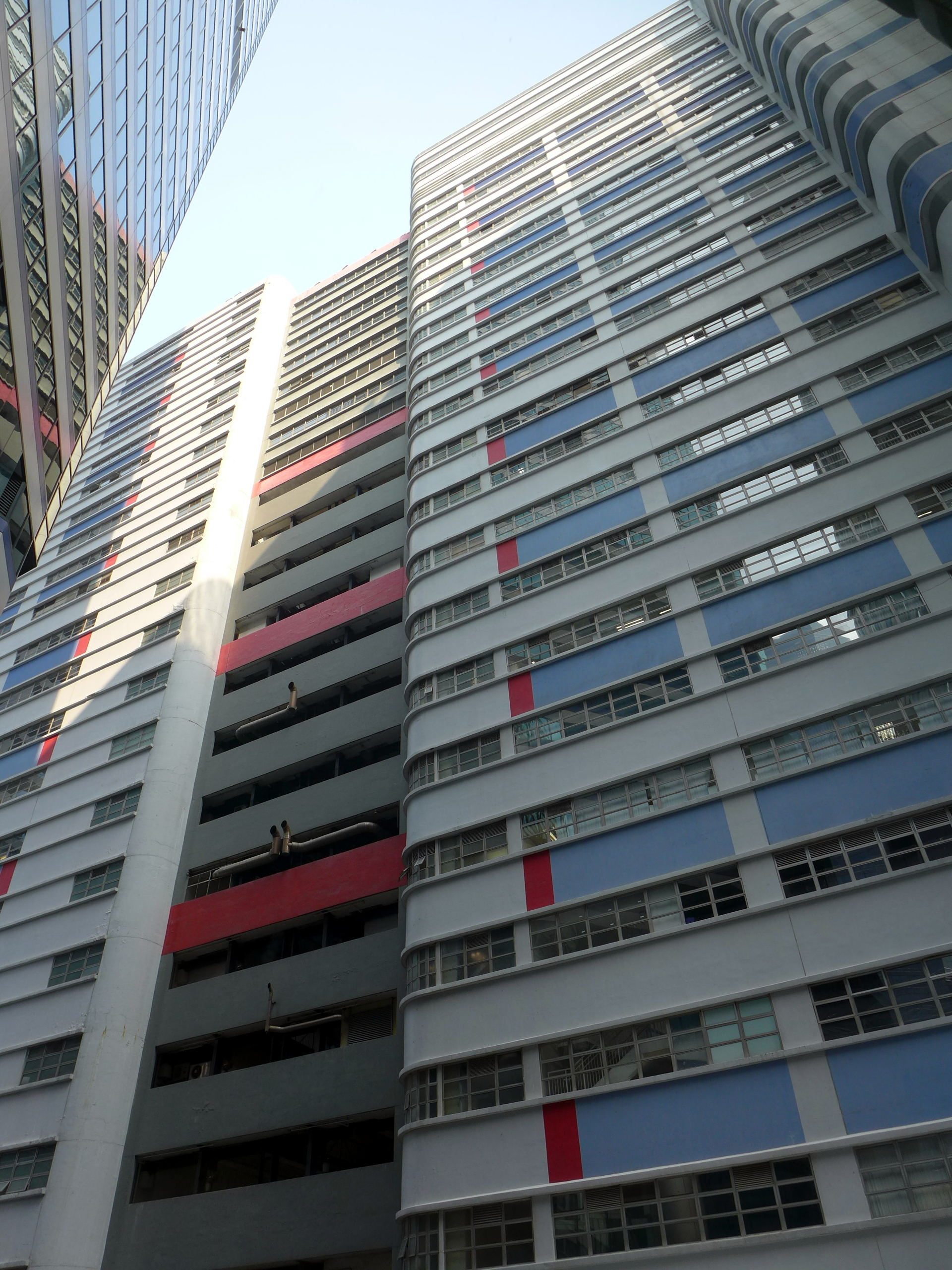
常盛大廈
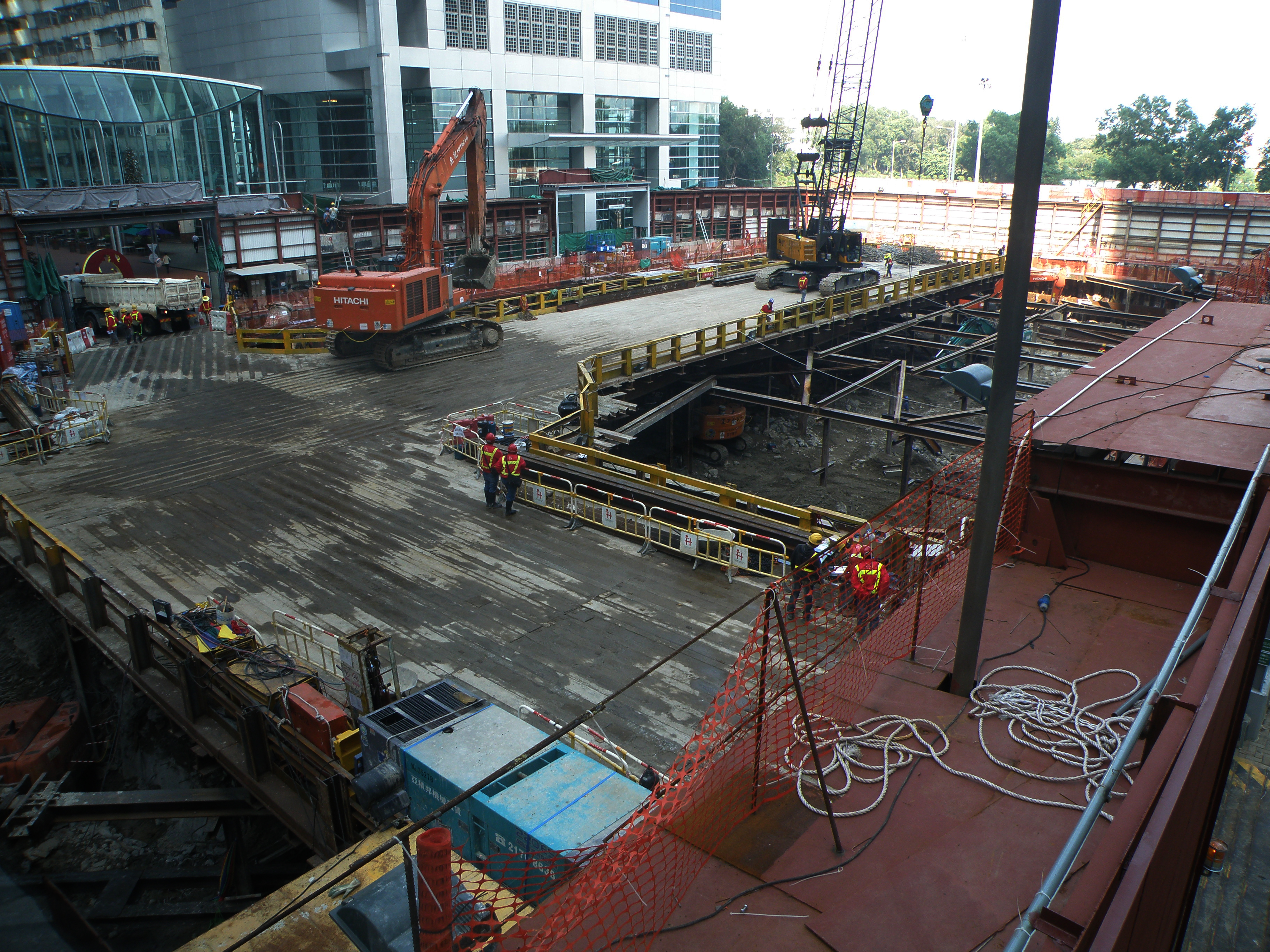
拆卸後的常盛大廈地盤（2015年12月）
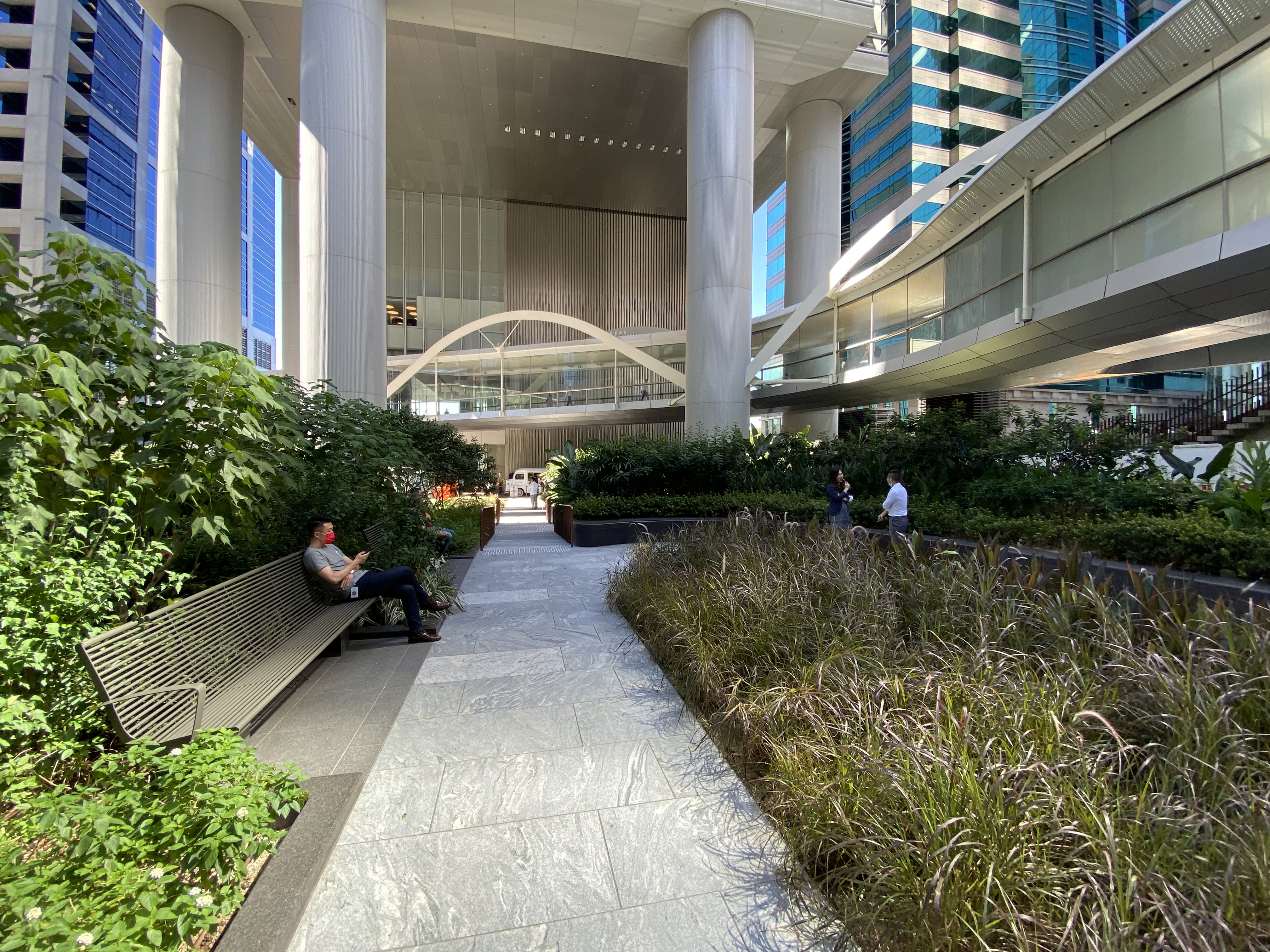
太古坊一座對出的園景廣場
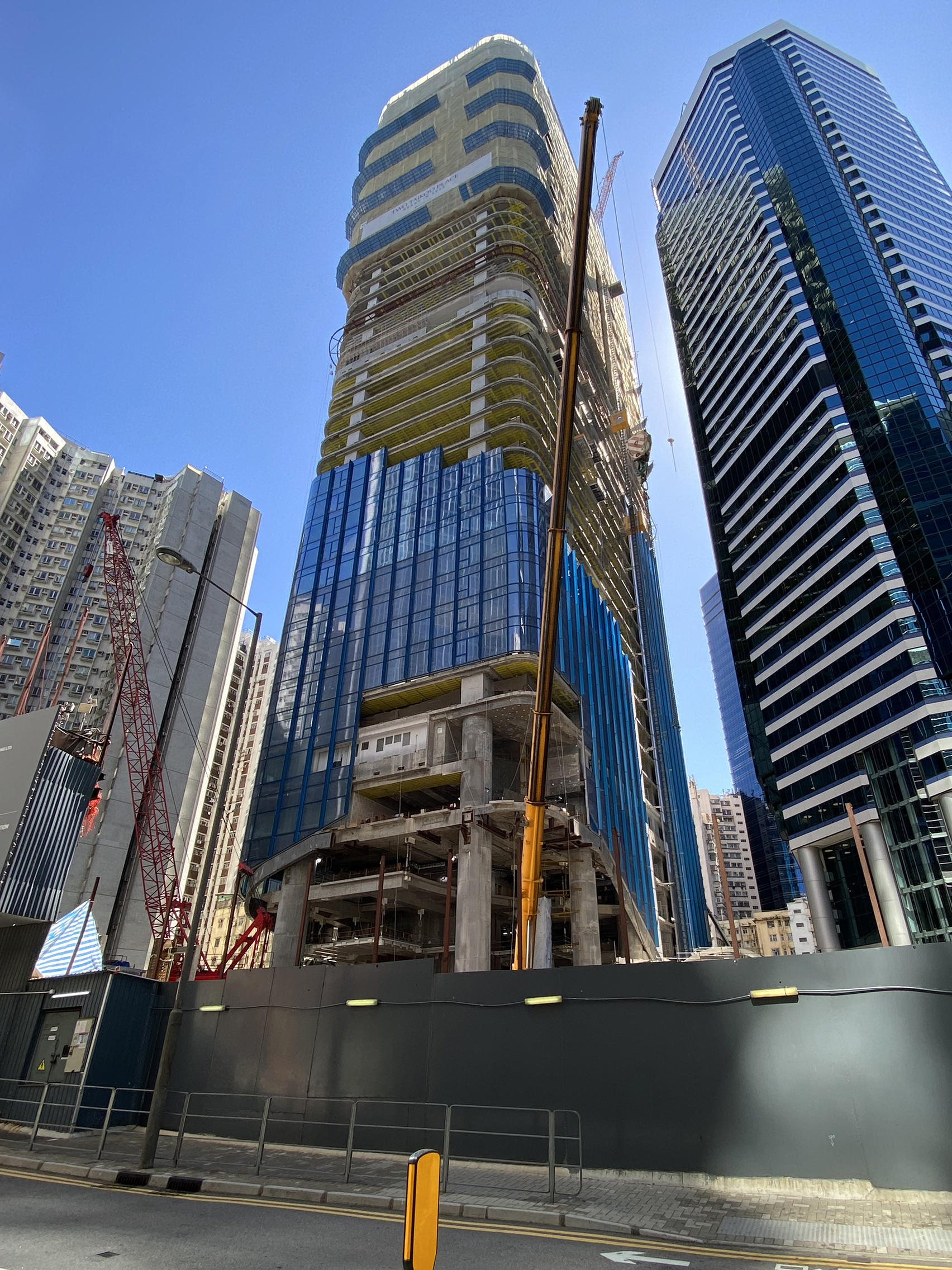
太古坊二座地盤（2021年7月）

## 其他設施
ArtisTree
- 發展商於2008年在太古坊康和大廈開設ArtisTree，佔地20,000平方呎，作為舉辦視覺和表演藝術活動的場地。2017年，為配合太古坊重建計劃，於同年6月遷往康橋大廈，佔地7,000平方呎，加設專業舞台燈光設備、音響、影視器材，作不同類型的創意藝術活動用途，特別是表演藝術方面。

多盛大廈
- Blueprint

Blueprint位於太古坊核心多盛大廈，面積約三萬平方呎，佔地兩層，在2017年10月運作。Blueprint設有可容納90人的開放式共用工作空間、13個不同大小的私人辦公室、以及達10,000平方呎的專屬活動樓層，設施包括講堂、展覽廳及配備活動式間隔牆的會議室，均配以先進高端影音設備。
- The Refinery

The Refinery是位於太古坊多盛大廈4樓的私人會所，在2018年2月開幕，由半島集團管理。會所設有中餐廳和貴賓房、酒吧及休閒長廊、戶外露台，以及行政健身室和桑拿浴室。
德宏大廈
- 糖廠小廚

糖廠小廚是位於太古坊德宏大廈2樓的美食坊，在2024年6月13日開幕，美食坊佔地過萬呎，設有210個座位，主打多款港式地道滋味及亞洲風味美。

## 主要租戶

### 港島東中心
- 2－3樓：埃森哲
- 4及67樓：Neo Derm
- 4樓：安進香港有限公司（407-12室）
- 5樓：里昂證券
- 6－7樓：美亞保險
- 8樓：文華東方酒店集團
- 9－16樓：星展銀行
- 17樓、32樓：禮德齊伯禮律師行（Reed Smith Richards Butler）
- 22樓：世聯保險有限公司
- 23樓：德事商務中心
- 24樓：暉致醫療管理有限公司（Viatris）（2401-07及12室）、La Prairie（2408-11室）
- 25－26樓：蘇黎世保險集團
- 27樓：戴德梁行
- 28及59樓：英國保誠保險
- 29－31樓：凱達環球
- 31樓：香港城市室樂團
- 32樓：環球銀行金融電信協會（3201－09室）
- 34樓：怡安集團
- 37樓：太古餐廳旗下餐廳Public，佔地8,000呎
- 38樓、45－48樓及50－54樓：證券及期貨事務監察委員會（38樓為接待處）、投資者賠償有限公司、投資者及理財教育委員會
- 39樓：聯博香港有限公司（AllianceBernstein）
- 40樓：H&H國際控股、合生元香港有限公司（4007－09室）
- 41樓：埃森哲（4103-10室），凱捷（4101－02室，4111－12）
- 42樓：毅柏律師事務所（4201－03室）、Tiffany & Co（4208室）
- 43樓：科思創（Covestro）
- 44樓：英士律師行（Ince & Co）（4404－10室）
- 55及56樓：富而德律師事務所
- 57樓：安盛投資管理亞洲有限公司
- 58樓：全球保險集團
- 60樓：泛歐交易所亞洲聯絡處（6020室）
- 60樓：愛立信有限公司
- 61樓：Chanel Hong Kong Limited
- 63樓：思傑系統、塔博曼亚洲（6311室）
- 64－65樓：太古地產
- 67樓：Neo Derm

### 德宏大廈
- 2/F：糖廠小廚
- 3-8、11/F：DFI零售集團（3/F-4/F－惠康；4/F－7-11；5/F-8/F－萬寧/DFI Yuu）
- 9-10、12/F、14/F：富衛保險
- 13/F：富衛保險鰂魚涌客戶服務中心
- 14/F：ACT Private及巴寶莉
- 16/F：Godiva Chocolatier（Asia）Limited（1601-03室）
- 19/F：三菱UFJ銀行（香港）
- 22/F：高德美大藥廠（香港）有限公司（Galderma Hong Kong Limited）（2205室）
- 23-24/F：菲利普莫里斯亞洲集團有限公司（2402-11室）
- 26/F：Birdland (Hong Kong) Limited、怡和體育會、凱瑟克基金
- 26/F：威訊通訊香港
- 27/F：中華航空香港分公司（2701-05室）、雅虎（2707-13室）
- 29/F：迅達升降機（香港）有限公司

### 多盛大廈
- 2/F & 3/F：blueprint共用工作社區，佔地兩層，面積約三萬平方呎
- 5/F & 6/F：ISS集團
- 7/F & 8/F 801室：利安顧問有限公司（Leigh & Orange Ltd.）
- 9/F：華林船務（Wallem Shipping）
- 10/F：AC尼爾森
- 12/F：富邦人壽（香港）、Joint Dynamics Limited（1202-05室）
- 15/F：酩悅軒尼詩帝亞吉歐洋酒香港有限公司（Moët Hennessy Diageo Hong Kong Ltd）
- 17/F：仲量联行（JLL）
- 21/F：OWNDAYS眼鏡
- 22/F：路易威登香港有限公司（Louis Vuitton Hong Kong Limited）
- 23/F：箭牌及瑪氏食品
- 25/F：博聞律師事務所（Berwin Leighton Paisner）
- 27/F：王歐陽（香港）有限公司
- 28-29/F：Reinsurance Group of America
- 31、35-36/F：香港麥當勞（3107-08室）
- 32/F：利安德巴塞爾（LyondellBasell）
- 33/F：太古飲料有限公司
- 34/F：LVMH perfumes & cosmetics Hong Kong Limited
- 38/F：英國電訊及中國路橋工程有限責任公司
- 39/F：利邦控股有限公司

### 電訊盈科中心
- 6-8/F及10-13/F：國際商業機器中國香港有限公司
- 14-15/F、17-18/F、20/F部分、23/F部分、27/F、29/F、31/F部分、32/F部分、33-34/F及39-42/F：電訊盈科
- 21/F、36/F：法國巴黎銀行
- 37/F：JobsDB Hong Kong Limited
- 39/F：香港電訊有限公司

### 林肯大廈
- 3/F、15/F：澳新銀行（304-06室）
- 5/F：Benoy
- 6-8/F、10/F、14-15/F、17-18/F、21/F：法國巴黎銀行
- 9/F：雪花香港發展有限公司（901-05室）
- 12/F：標準人壽保險（亞洲）有限公司
- 13/F：MM HK Retail Ltd（1301-06及1309-10室）、全興控股有限公司（1307-08室）
- 19/F：日本財產保險（香港）有限公司
- 20/F：中信國際電訊（信息技術）有限公司
- 21-23/F：聯想集團

### 柏克大廈
- 2/F：鴨大哥
- 8-9/F： 加拿大駐港總領事館
- 12/F：中興通訊
- 18-19/F：申訴專員公署
- 15/F：基立福
- 20/F：德高集團
- 25/F：隆源企業控股有限公司

### 濠豐大廈
- 2/F：TheSixteenth，佔地18000平方呎，設400個座位，匯聚四個嶄新餐飲概念餐廳Tempo Tempo、La Favorita、Honjokko及TMK Funk
- 5-9/F：安永會計師事務所
- 11/F：律商聯訊（LexisNexis）
- 14/F：拜耳醫療保健
- 15/F：美國安利（香港）日用品有限公司
- 17/F：拜爾斯道夫（香港）有限公司
- 17-18/F：戴爾
- 19/F：港安醫療中心
- 24/F：LVMH Watch & Jewellery HK Limited
- 25/F：寶格麗
- 26/F：
- 27/F：百特醫療產品（Baxter Healthcare）（2701-03室）
- 28/F：Livi Bank Limited（理慧銀行有限公司）
- 29/F：中煙英美煙草國際有限公司
- 30/F：Aspen Pharmacare（英语：Aspen Pharmacare）、特许公认会计师公会（3003-04室）
- 33/F：昆士蘭聯保保險有限公司（QBE Hongkong & Shanghai Insurance Limited）、昆士蘭按揭保險（亞洲）有限公司
- 34-35/F：富事高諮詢有限公司（FTI Consulting（Hong Kong）Limited）
- 36/F：太古地產物業管理有限公司
- 37/F：肯尼狄律師行
- 38/F：華特迪士尼（香港）有限公司
- 39-40/F：Mox Bank Limited

### 康橋大廈
- 5/F：創博資訊科技有限公司（502室）
- 11/F：The Body Shop
- 15/F：三得利食品飲料香港有限公司
- 16/F：TBWA
- 17/F：香港證券及投資學會
- 19/F：弘量研究有限公司
- 22/F：高德美大藥廠（香港）有限公司（Galderma Hong Kong Limited）
- 23/F：英國標準協會、BSI太平洋有限公司
- 24/F：可口可樂中國有限公司
- 26/F：NetApp
- 27/F：Ageas（英语：Ageas）
- 28/F：MTM
- 31/F：亞洲足球商業開發有限公司
- 34/F：NEP International（HK）Ltd.
- 35/F：弘收投資管理（香港）有限公司（3503-3504室）

### 太古坊一座
- 2/F：Pure Fitness
- 5/F：香港太古集團有限公司、意博國際有限公司
- 6-7/F：仲量聯行
- 8/F：Prada-Asia Pacific Limited
- 9/F：MetLife Investments Asia Limited
- 10-14/F：貝克·麥堅時律師事務所
- 15-17/F：DFS集團
- 18/F：觀韜律師事務所（香港）（1801-03室）、佳達再保險經紀有限公司（Guy Carpenter & Company. Limited）（1804-06室）
- 19-22/F：安永會計師事務所
- 23/F：The Great Room
- 26-27/F：安永會計師事務所
- 28-29/F：開雲亞太有限公司（Kering Asia Pacific Limited）
- 30/F：西盟斯律師行（Simmons & Simmons）
- 31-32/F：安永會計師事務所
- 33/F：Marsh & McLennan Companies
- 34/F：Marsh & McLennan Companies（3402-06室）
- 35/F：AXA Asia（3501-03室）、Reynolds Porter Chamberlain（3504-06室）
- 36/F：AXA Investment Managers Chorus Limited（3601-03室）、AXA Investment Managers（3603-06室）
- 37/F：Eversheds Sutherland
- 39/F：安達保險香港有限公司
- 40/F：威立雅環境
- 41-42/F：加拿大皇家銀行
- 43/F：羅夏信律師事務所（Stephenson Harwood）
- 44-47/F：Meta Platforms

### 太古坊二座
- 1-3/F：
- 4/F：
- 6/F：
- 7/F：
- 8-9/F：三井住友銀行
- 10/F：會計及財務匯報局
- 11/F：會計及財務匯報局（1101 - 1103室）
- 12/F：Joint Dynamics Limited（1202 - 1205室）
- 13/F：
- 14/F：
- 15-16/F：中信銀行（國際）
- 17/F：
- 18/F：中信銀行（國際）
- 19/F：Ankura Consulting (Hong Kong) Limited（1901室）
- 22/F：
- 23/F：
- 24/F：
- 25/F：
- 26/F：
- 27/F：
- 28/F：
- 29/F：
- 30/F：中信銀行（國際）、香港華人財務有限公司
- 31/F：
- 32/F：東方匯理資產管理香港有限公司（3204-06室）
- 33/F：
- 34/F：
- 35/F：
- 36/F：巴斯夫亞太區總部
- 37/F：波士頓諮詢公司
- 38-41/F：寶盛集團
- 中信銀行（國際）6層逾13萬呎樓面

### 圖片集

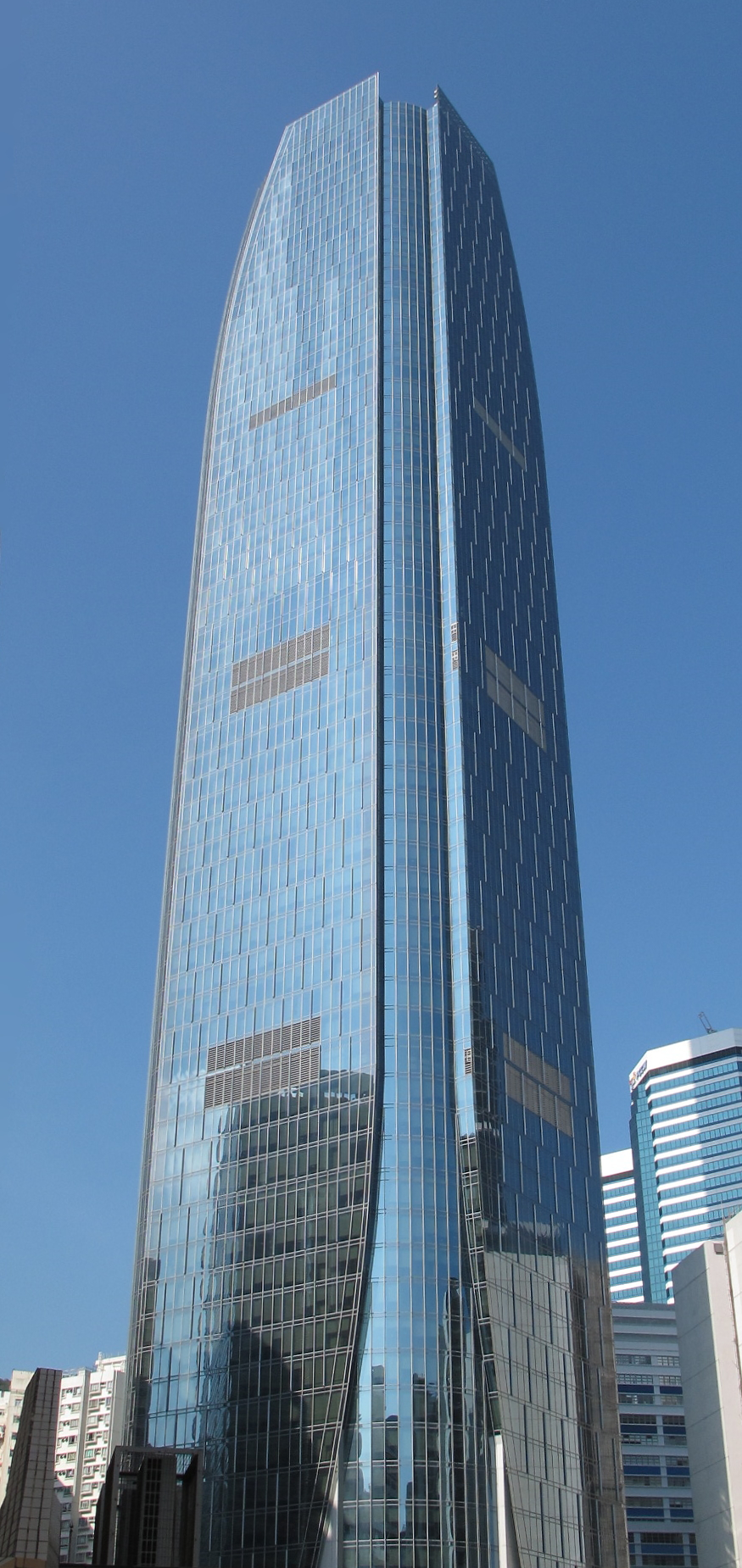
港島東中心
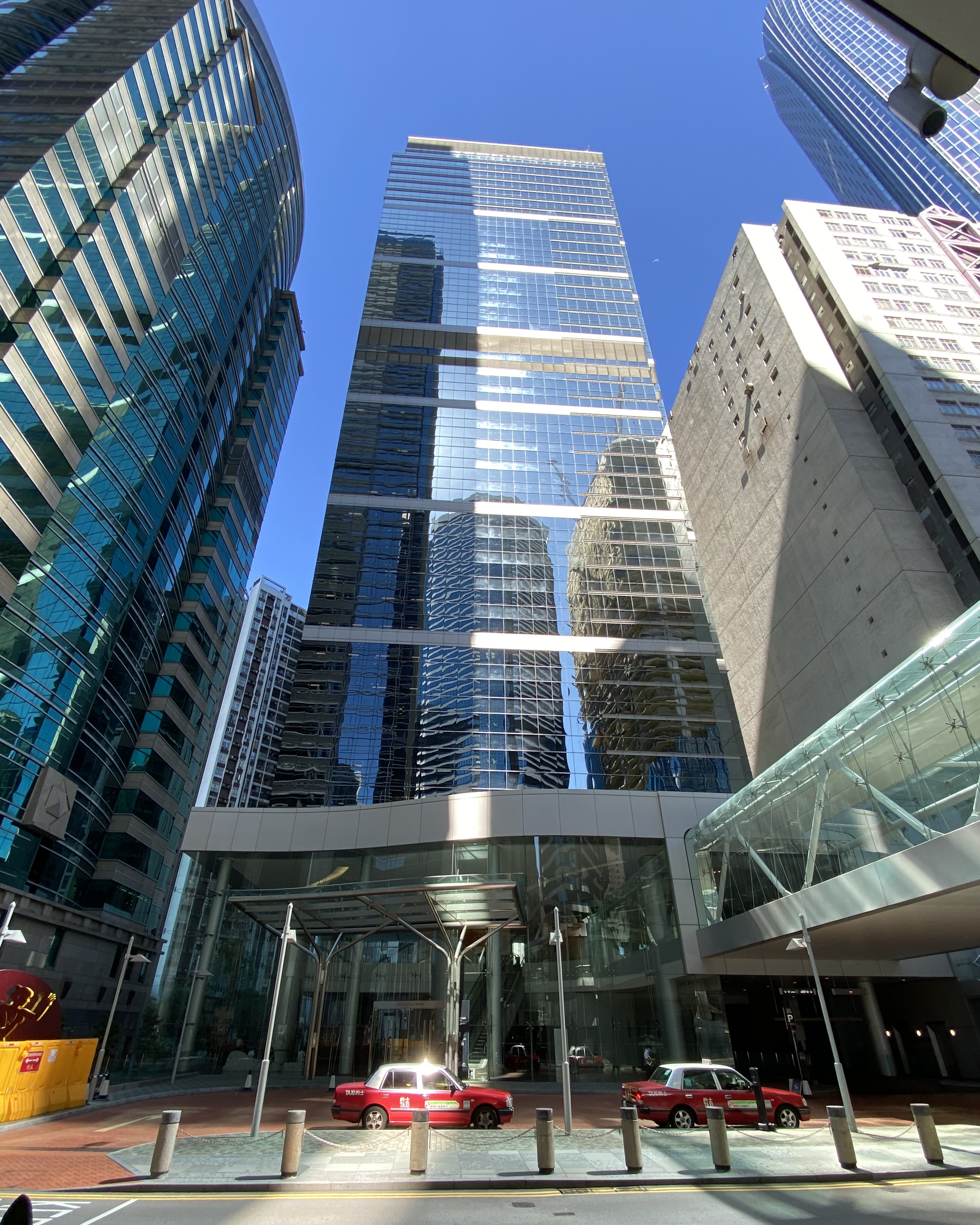
濠豐大廈
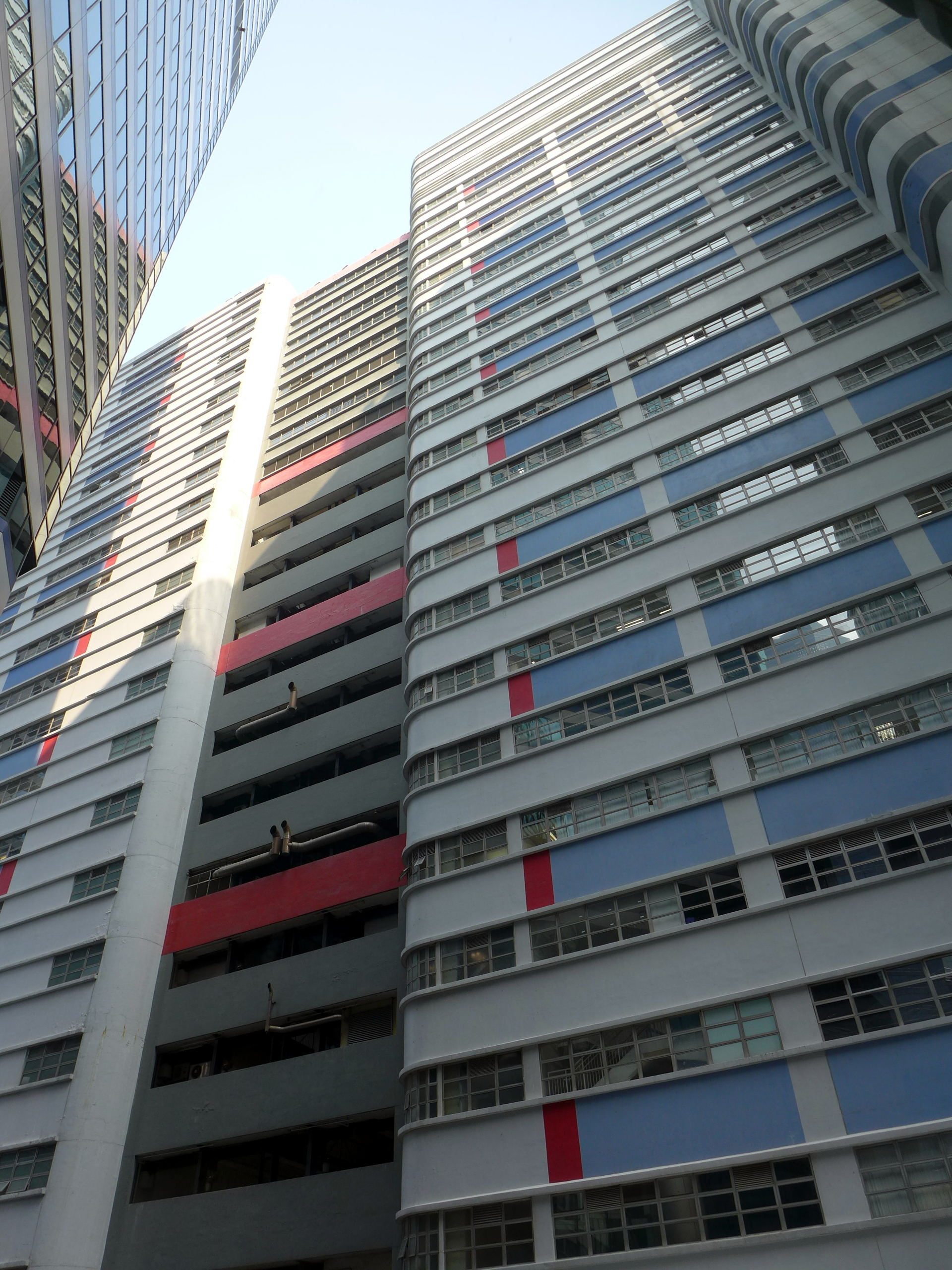
常盛大廈
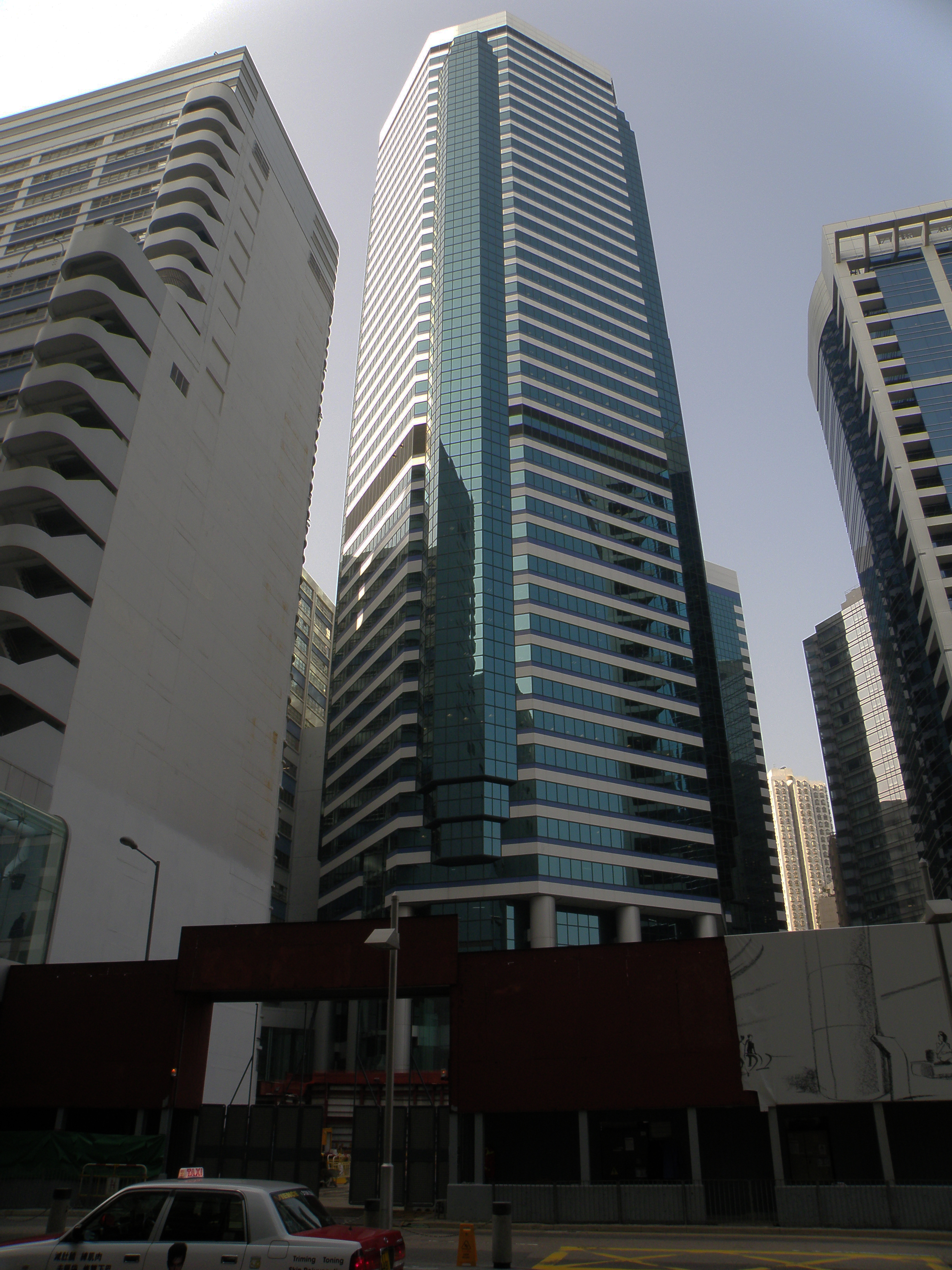
電訊盈科中心
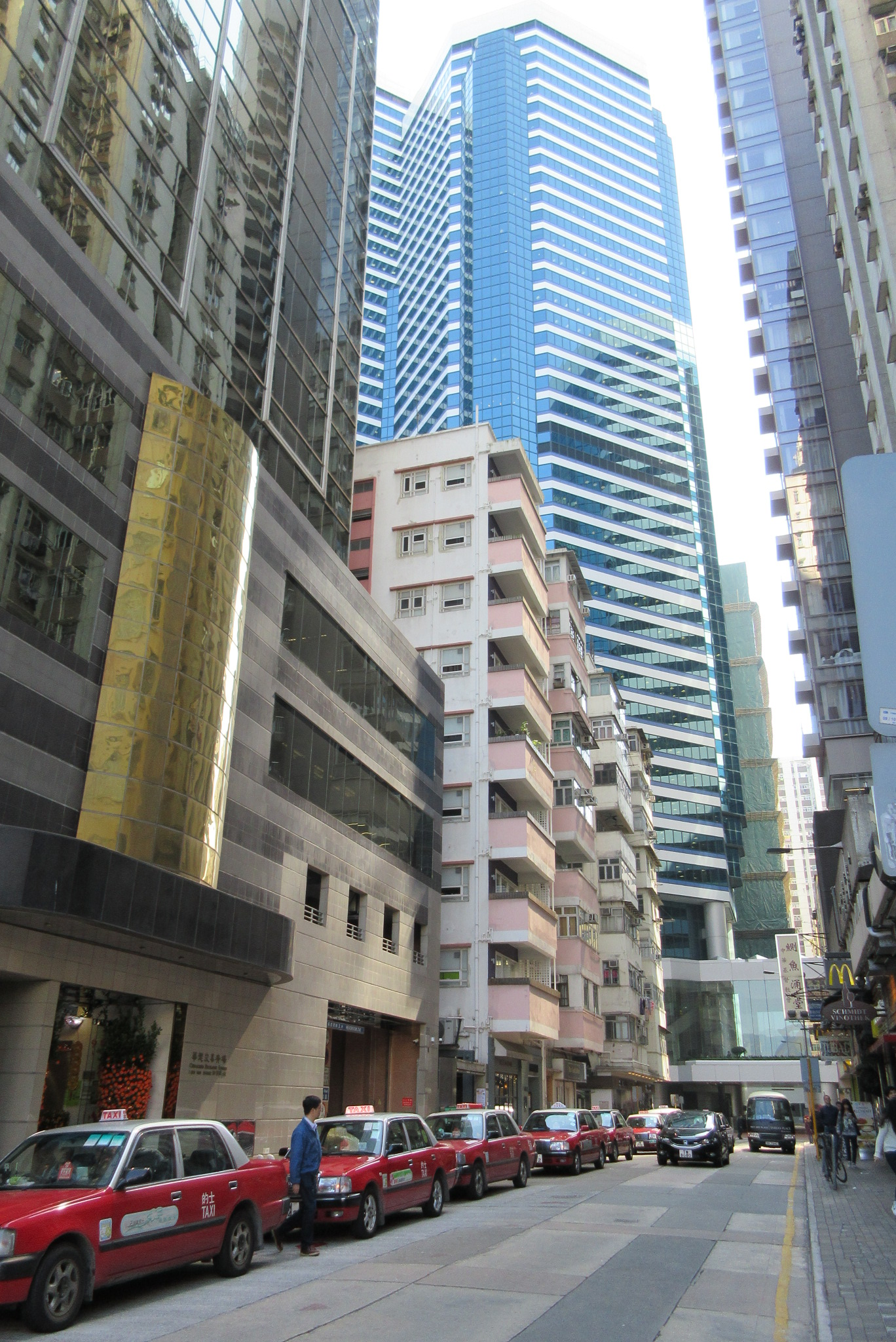
多盛大廈
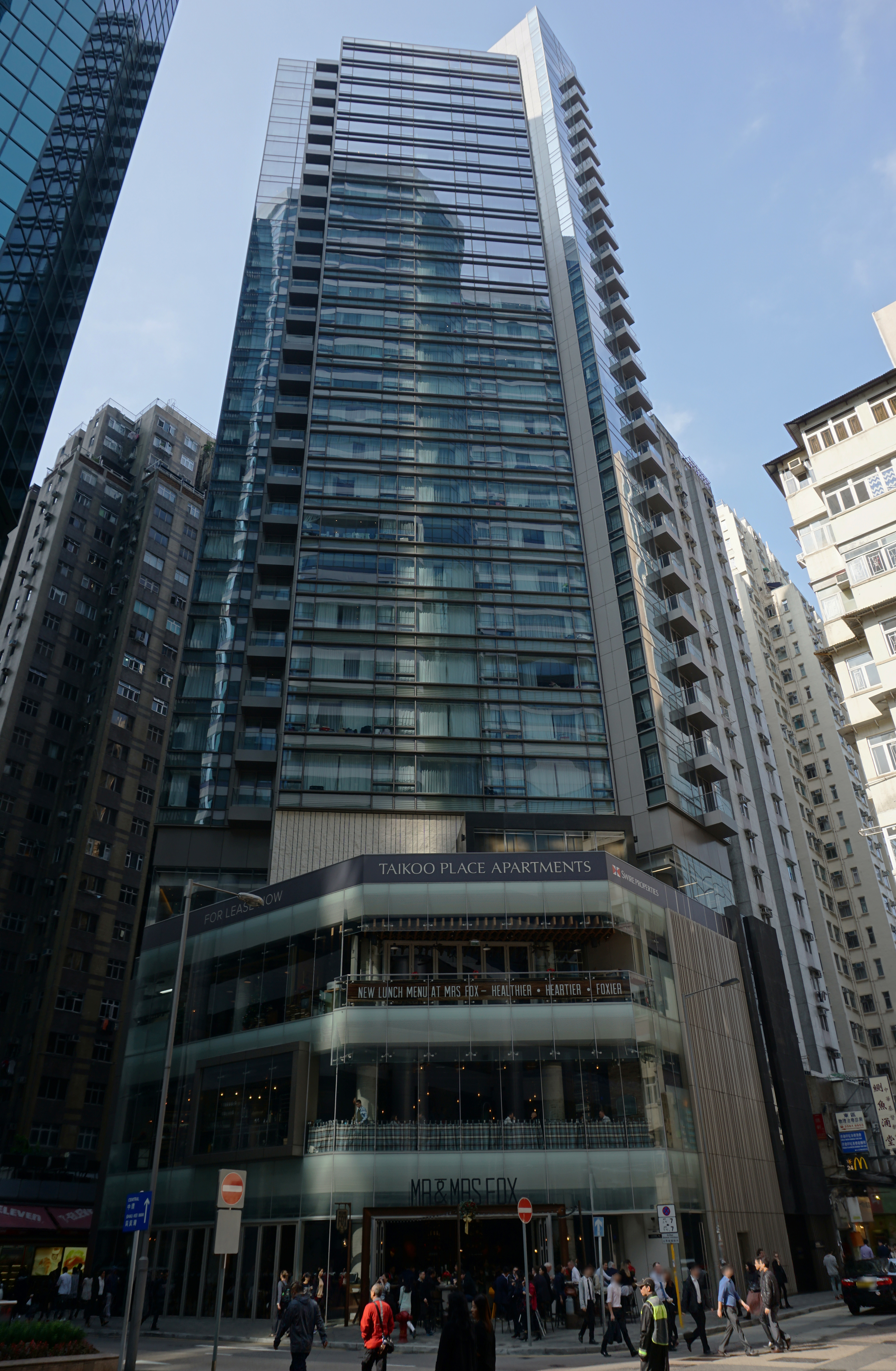
東隅服務式住宅
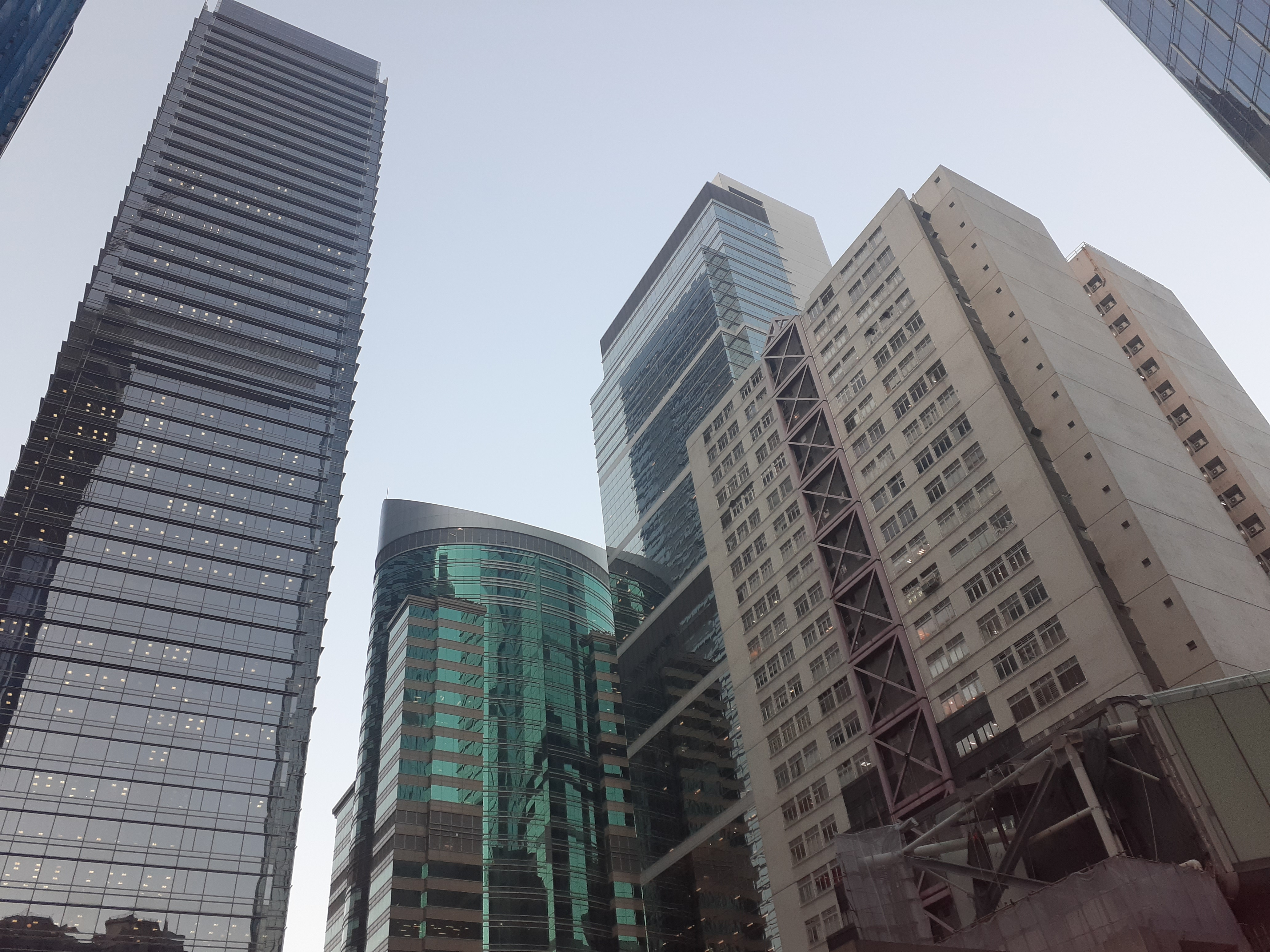
濠豐大廈、柏克大廈及太古坊一座
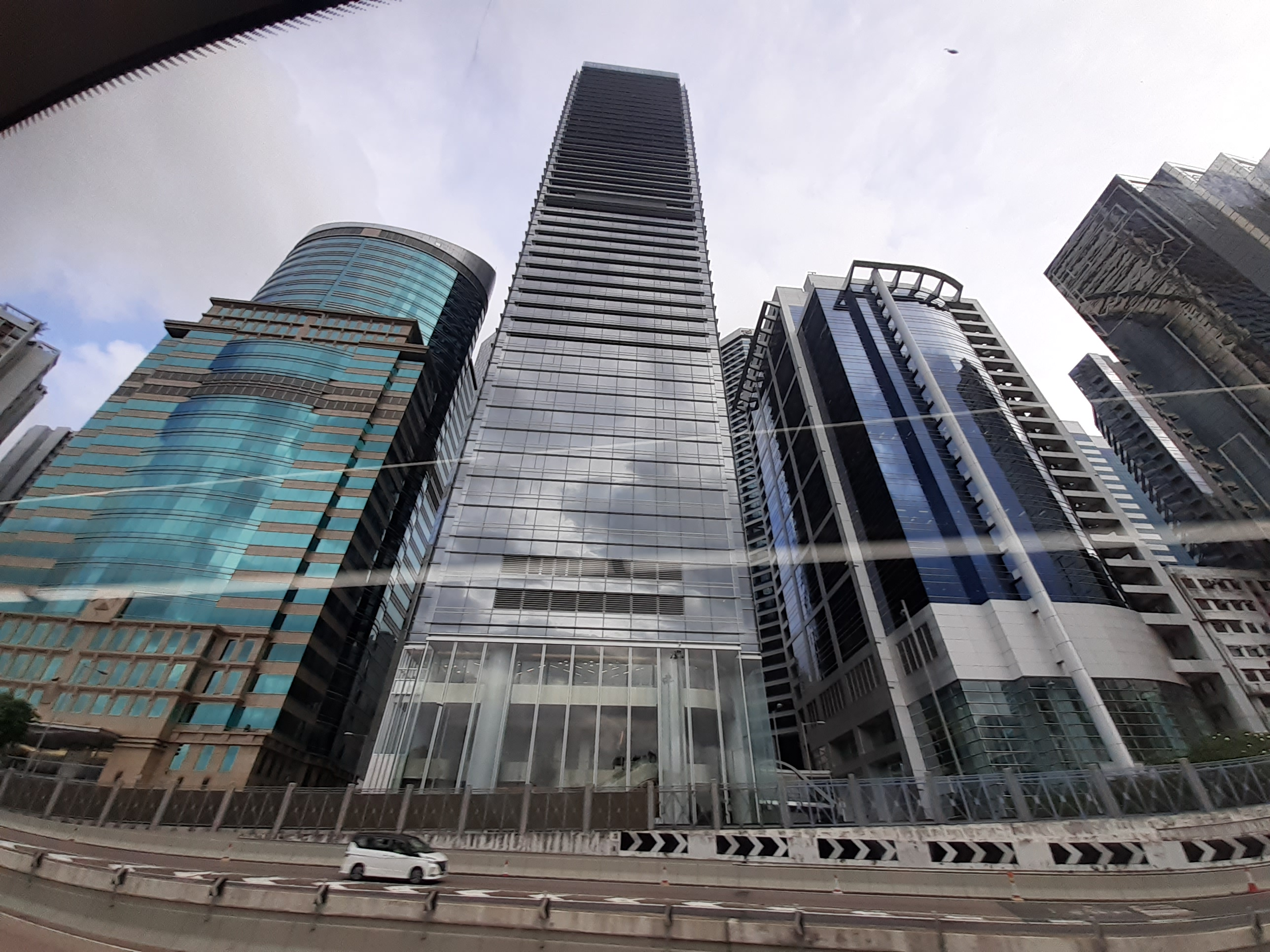
柏克大廈、太古坊一座及林肯大廈
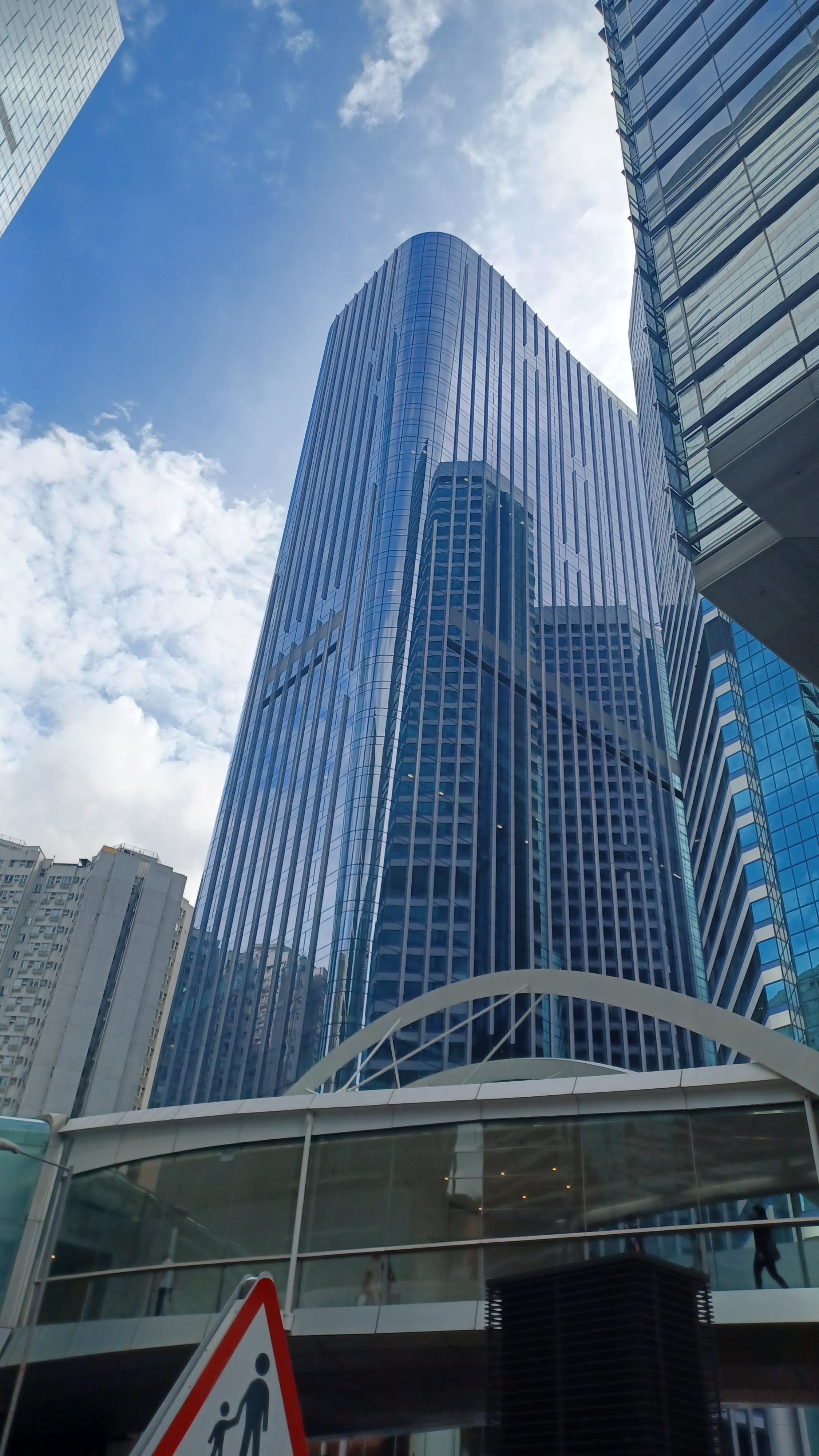
太古坊二座
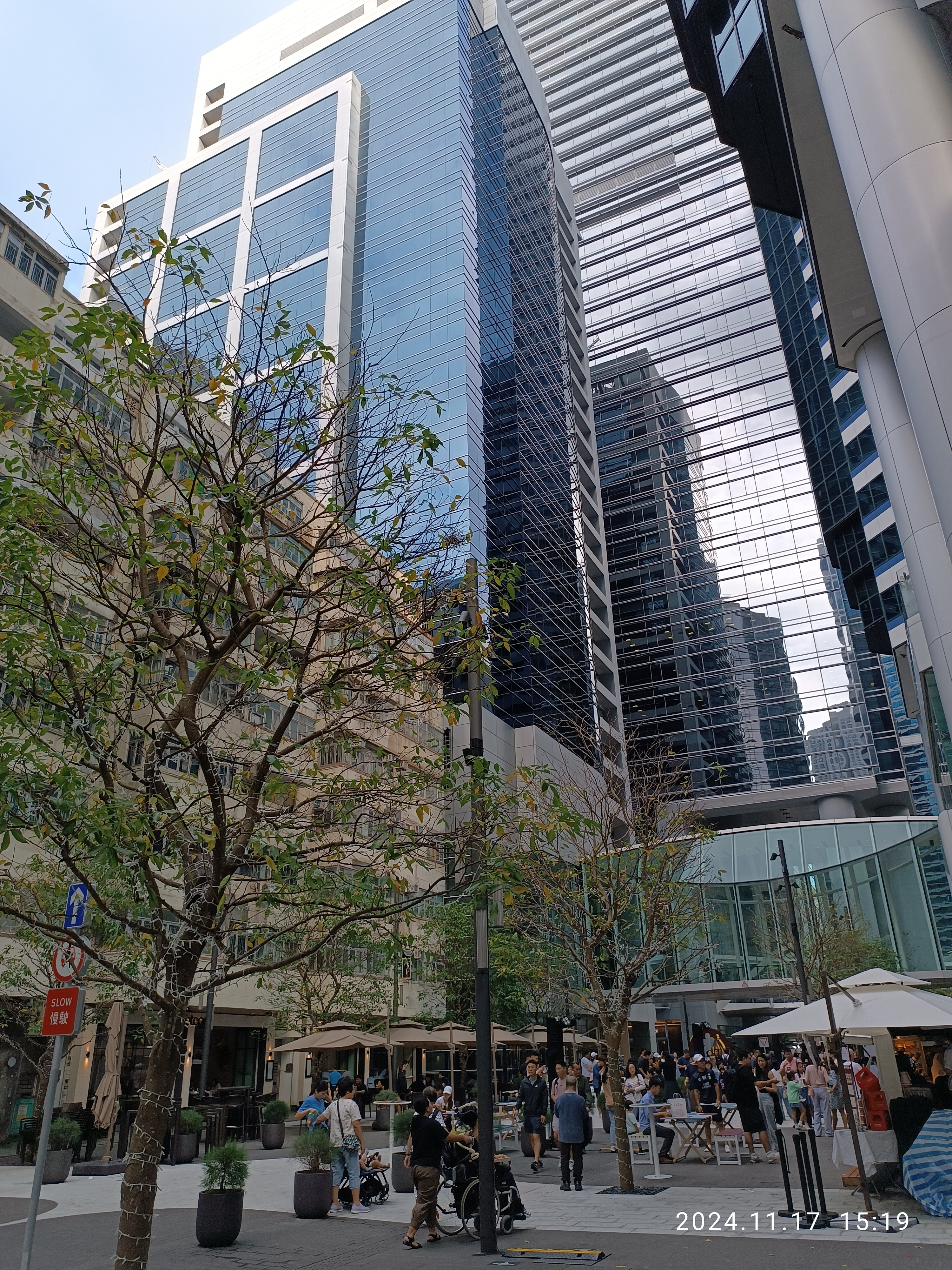
林肯大廈及太古坊一座（後方建築）

## 奪命工業意外
2019年2月22日零時10分，太古坊一座卸貨區發生奪命工業意外。一名26歲男子與同事合力卸下玻璃期間，重型貨車上有20塊約1.3米乘3米，重約兩噸的玻璃突然墮下，負責協助的59歲姓馬男工人頭部重創，壓至昏迷當場死亡。警方經初步調查後列工業意外處理。太古地產向工友的家屬致以深切慰問，會提供協助和繼續跟進處理事件，同時配合相關政府部門調查意外。

## 交通
太古坊設有行人天橋連接港鐵鰂魚涌站，位置也近於毗鄰的太古城及太古城中心的太古站。而鄰近的英皇道亦有多條巴士及專線小巴路線途經。